# Список храмов Армении

Список храмов Армении — в списке представлены памятники армянской архитектуры — храмы и церкви на территории Республики Армения.

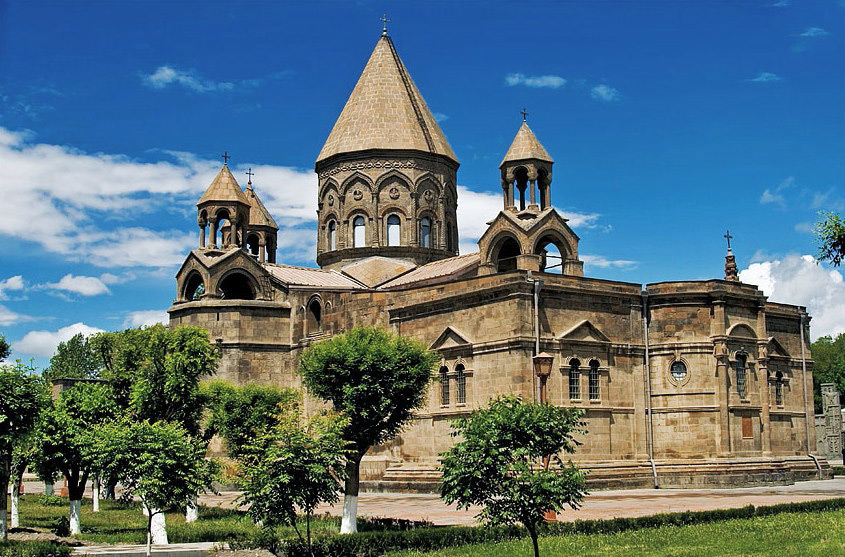
Святой Первопрестольный Эчмиадзин

## Арагацотнская область

- Монастырь Тегер, XIII век — с. Техер
- Церковь св. Иоанна, X век — с. Бюракан
- Церковь Ваграмашен, XI век
- Церковь Кармравор, VII век
- Церковь Святого Креста, IV век — г. Апаран
- Церковь Артавазик, VII—XIII вв — с. Бюракан
- Усыпальница армянских царей IV век — с. Ахдзк (старое название-с. Дзорап)
- Церковь св. Степаноса, VII век — с. Кош
- Хачкар, 1175 года — с. Кош
- Часовня, X век — с. Кош
- Надгробный памятник, XII—XIII века — с. Кош
- Каравансарай, XII—XIV вв — с. Аруч
- Аручаванк, VII век — с. Аруч
- Церковь VII века — с. Арташаван
- Сагмосаванк, XIII век — с. Сахмосаван
- Ованаванк, V—XIII вв — с. Оганаван
- Памятники Аштарака, VII—XIII вв — г. Аштарак
- Церковь Манканоц, VII века — с. Ошакан
- Часовня, XII век — с. Ошакан
- Мост, 1706 года — с. Ошакан
- Церковь, V в. — с. Дерек
- Касахская базилика, IV в. — г. Апаран
- Церковь, VII в. — с. Лусагюх
- Монастырь Аствацнкал, V—XIII в. — с. Артаван
- Часовня, XIII в. — с. Артаван
- Церковь, IX—X вв. — с. Заринджа
- Церковь Катогике, VII в. — г. Талин
- Церковь Богородицы, VII в. — г. Талин
- Церковь св. Иоанна, VII в. — с. Мастара
- Церковь, VII в. — с. Гарнаовит
- Церковь, VII в. — с. Иринд
- Церковь, V в. — с. Ашнак
- Церковь Христафора, VII—XIII вв. — г. Талин
- Памятники (крепость, церковь), IX—XIII вв. — г. Талин
- Церковь Св. Григория, XII век, г. Талин
- Церковь Святого Месропа Маштоца, V—XIV вв. — Ошакан
- Церковь Погос-Петрос, V в. — с. Зовуни
- Церковь Циранавор, VI в. — г. Аштарак
- Монастырь Святого Саргиса, V—XVIII века, с. Уши

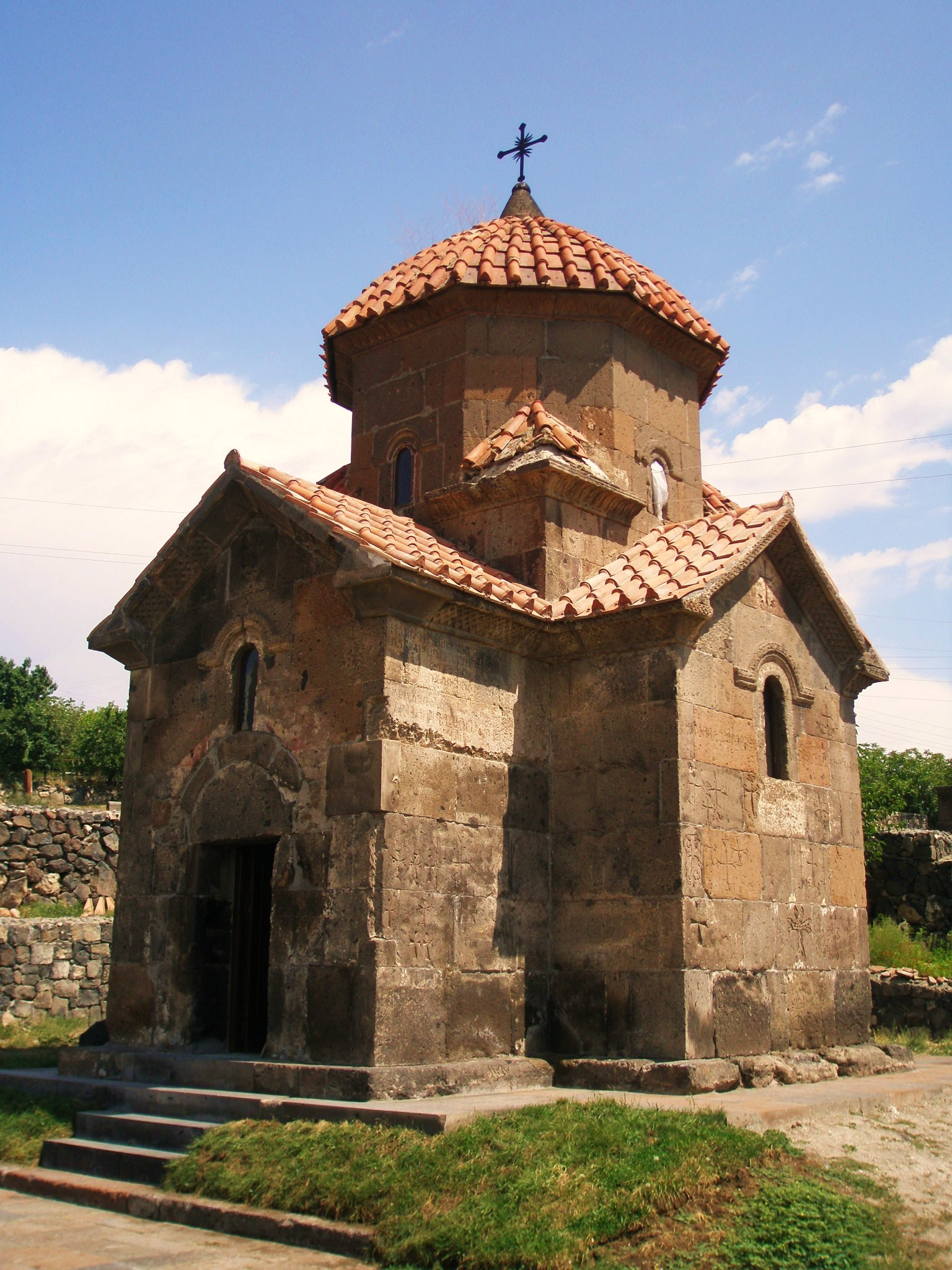
Церковь Кармравор, VII век
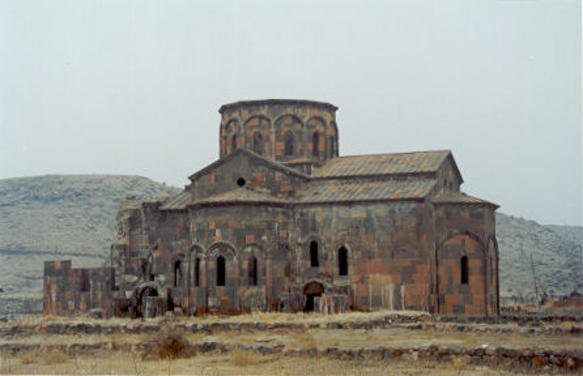
Талинский собор, VII век
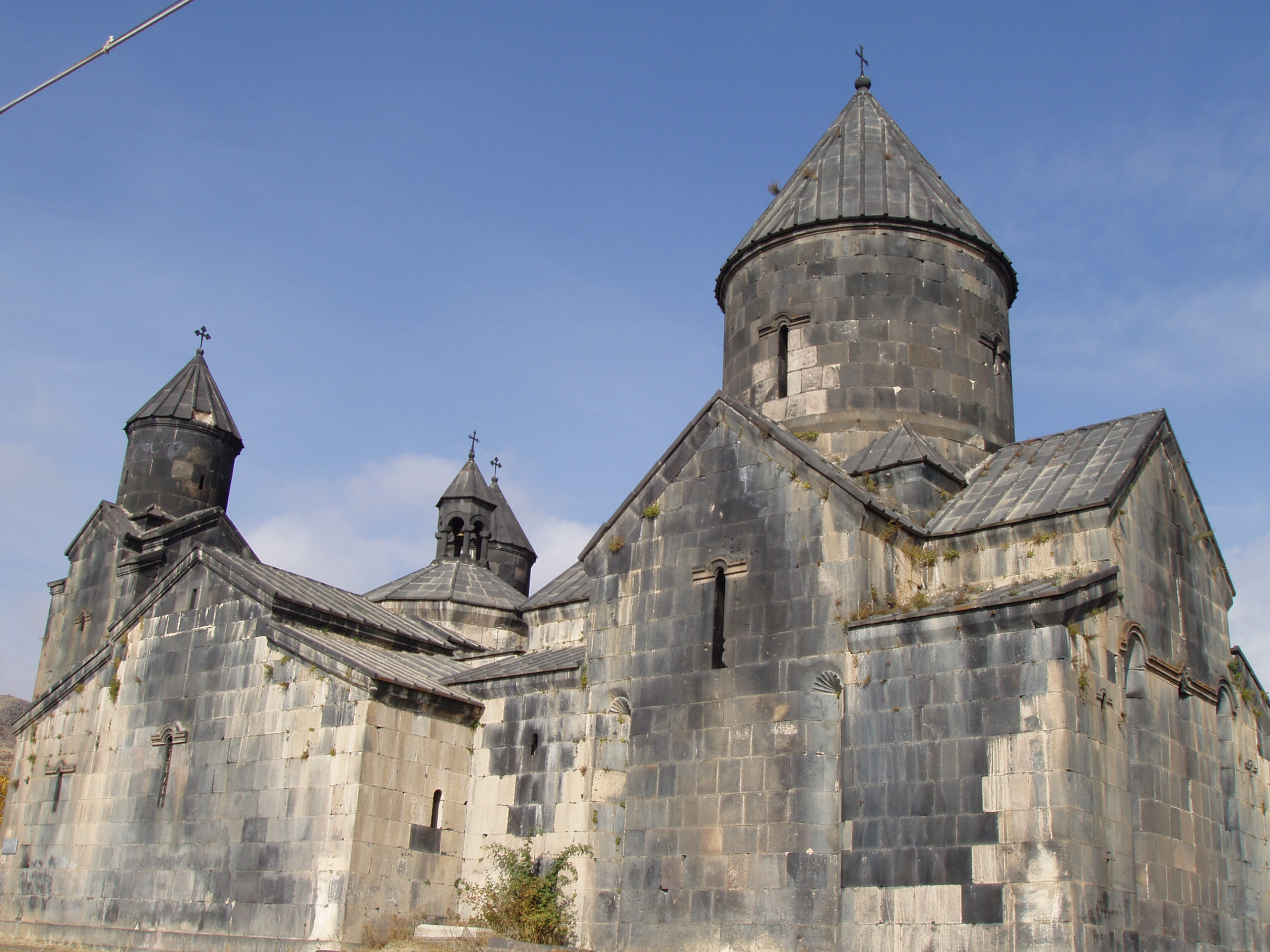
Монастырь Тегер, XIII век
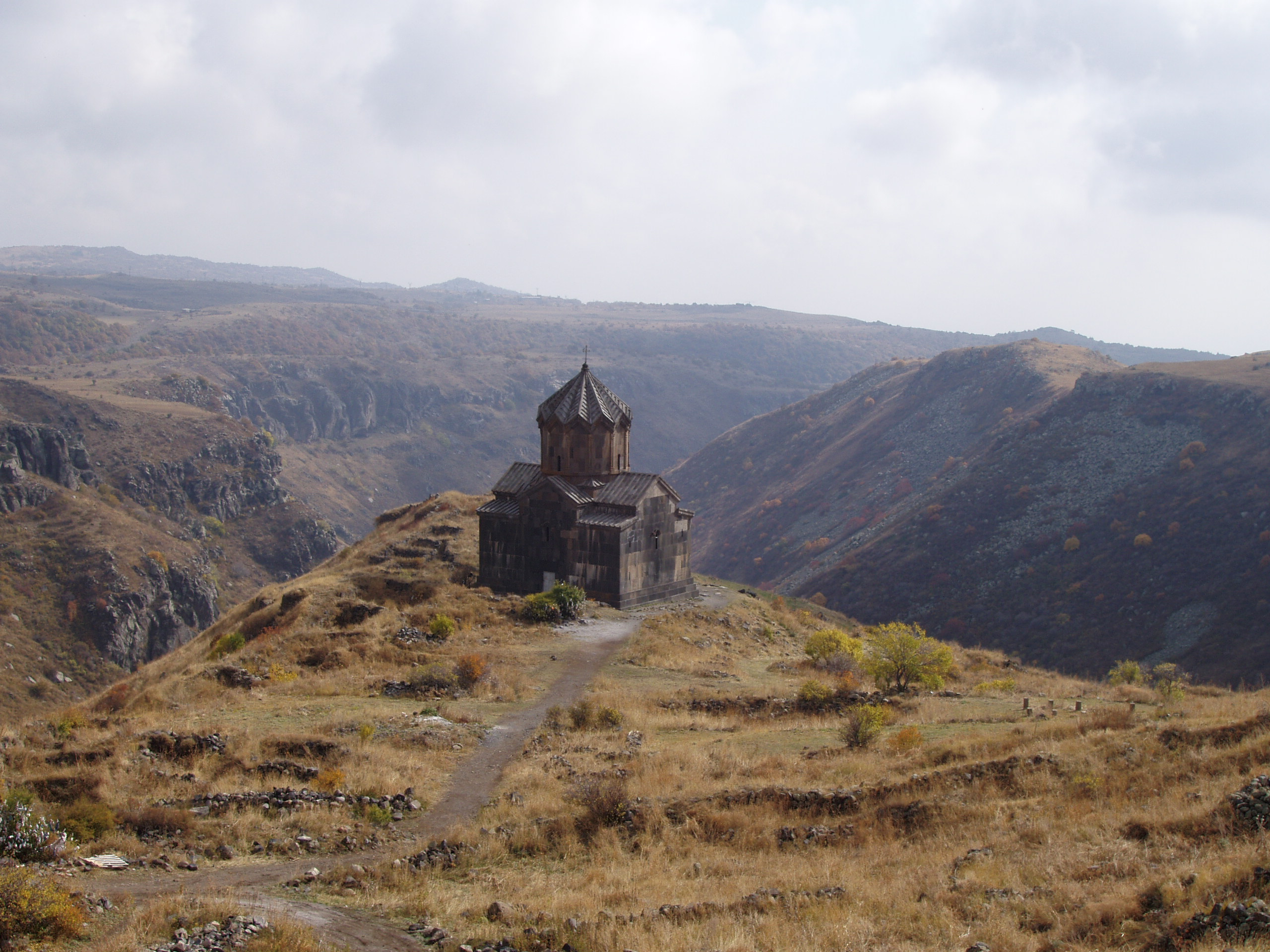
Церковь Ваграмашен,  XI—XIII века

## Арарат

- Крепость и церковь, X—XIII вв. — с. Урцадзор
- Церковь, VII в. — с. Шахап
- Обитель и надгробный памятник, X—XIII вв. — с. Урцадзор
- Хор Вирап, XIII в. — с. Покр Веди
- Церковь Святой Богородицы — XI—XII вв. — с. Какаваберд
- Девичий монастырь, X—XIII вв. — с. Какаваберд
- Монастырь Агджоц, XIII в.
- Монастырь Св. Ованнес-Карапет — XIV в.

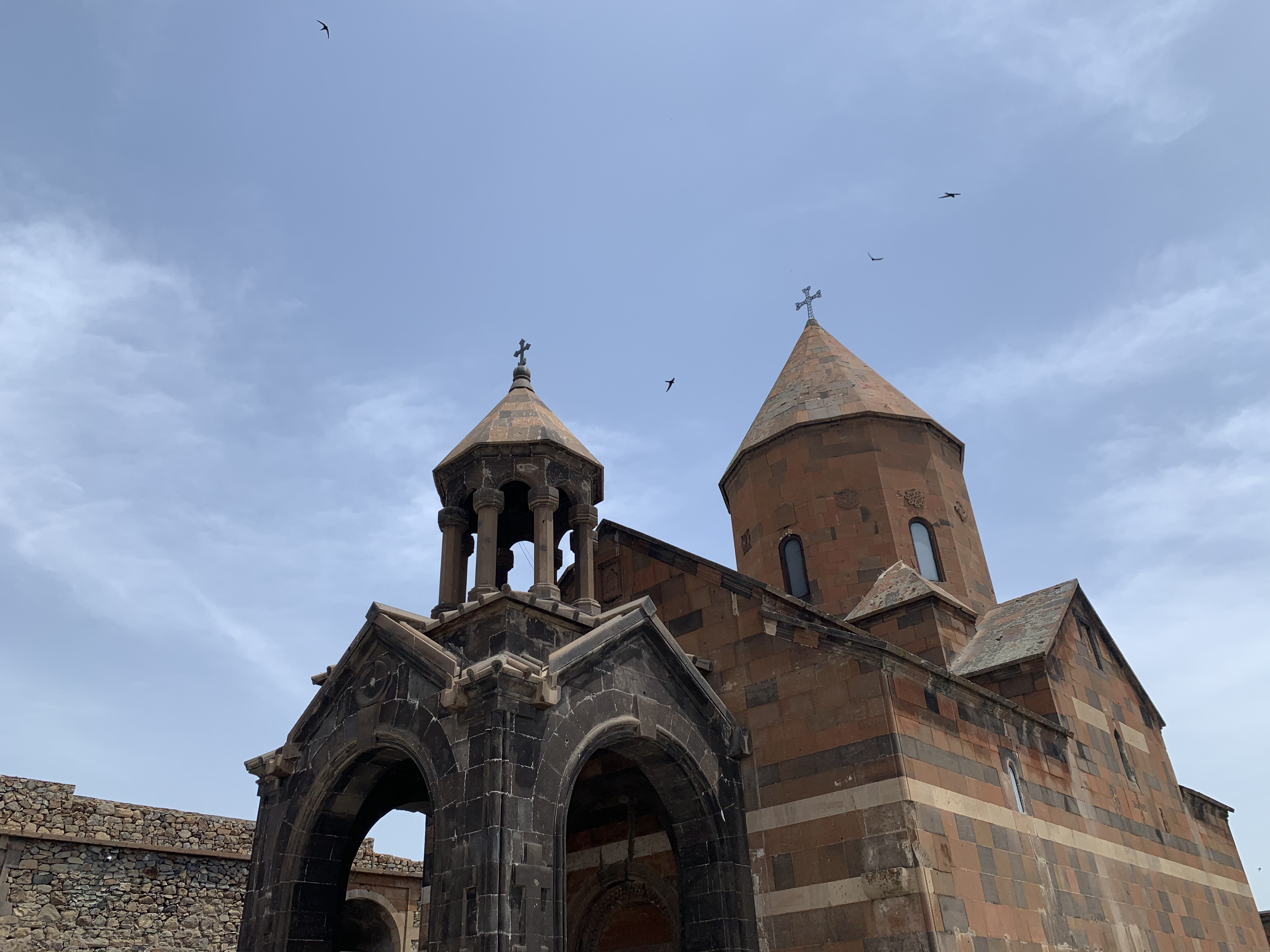
Хор Вирап, IV—XVII века

## Армавир

- Эчмиадзинский кафедральный собор, IV в. — г. Вагаршапат (Эчмиадзин)
- Церковь Шогакат, VI—VII вв. — г. Вагаршапат
- Церковь Святой Рипсиме, 618 г. — г. Вагаршапат
- Церковь Святой Гаяне, 630 г. — г. Вагаршапат
- Звартноц, 641—661 гг. — г. Вагаршапат
- Монастырь Таргманчац, VII в. — с. Айгешат
- Церковь Шушаник, VII в. — с. Ервандашат
- Церковь, XIV в. — с. Бамбакашат
- Базилика, V в. — с. Шеник

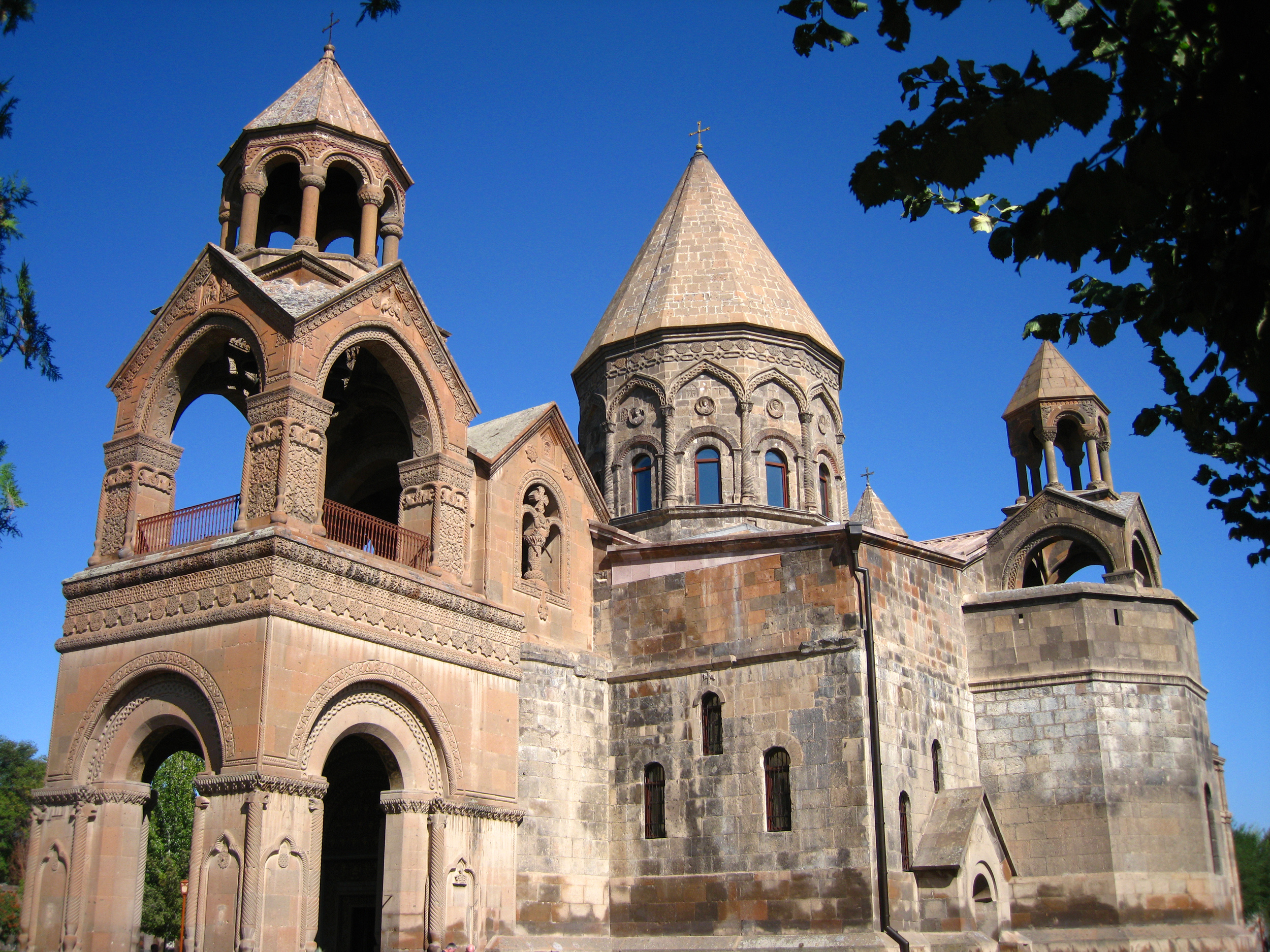
Эчмиадзинский монастырь, 301—303 годы
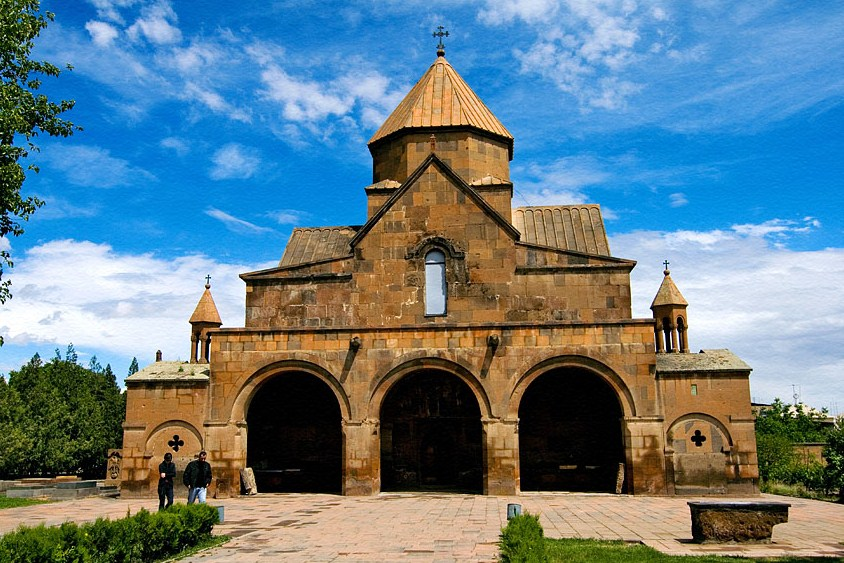
Церковь Святой Гаянэ, 630 год
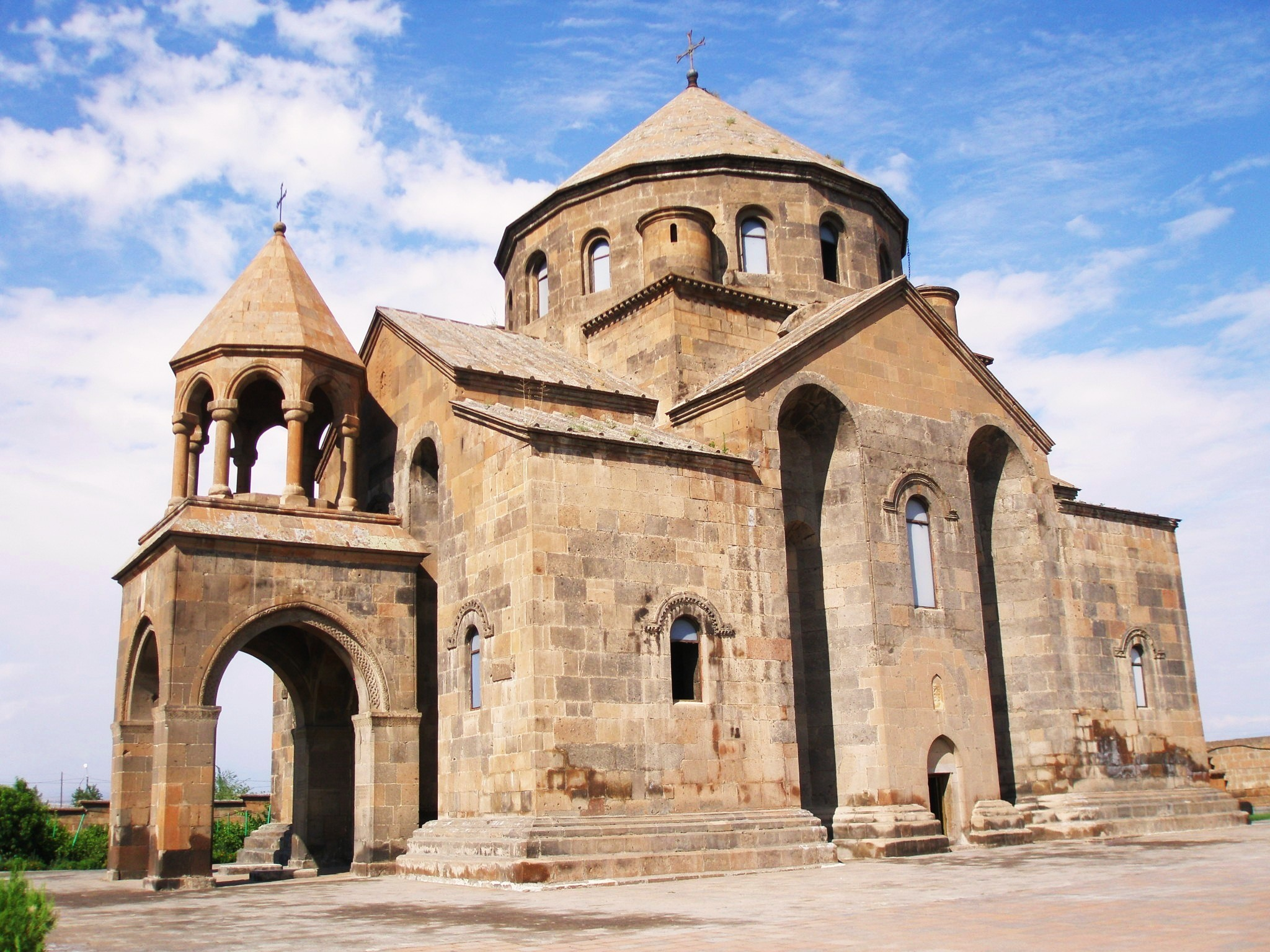
Церковь Святой Рипсимэ, 618 год
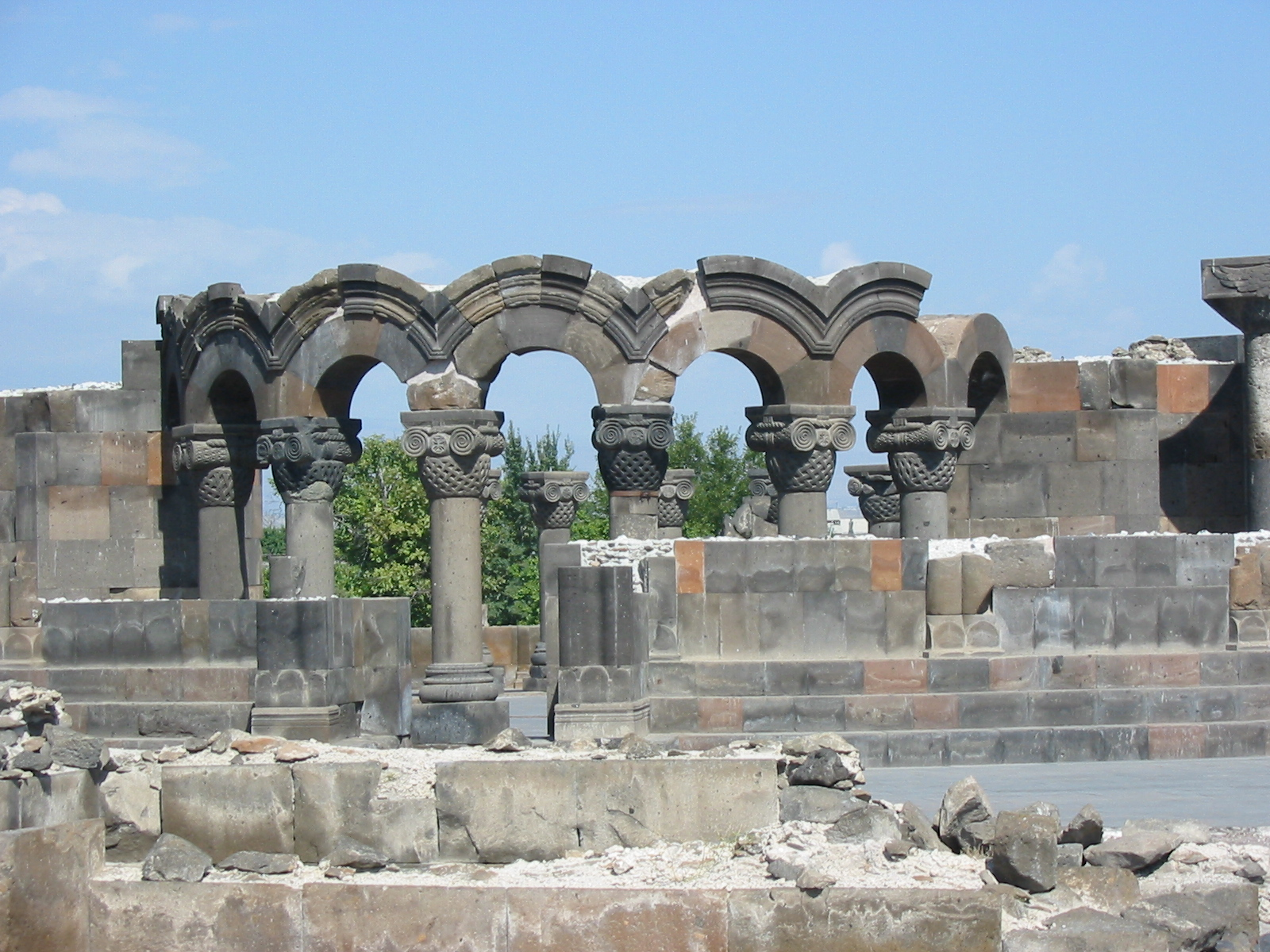
Храм Звартноц, 641—652 годы

## Гегаркуник

- Церковь Святого Минаса, с. Арцвашен
- Церковь Святого Иоанна, с. Арцвашен
- Духовная академия Вазгенян, город Севан
- Монастырь Макенаноц, IX в. — с. Макенис
- Церковь Богородицы, XIII в. — с. Сотк (Зод)
- Часовни, XII—XIII вв. — с. Айрк
- Церковь Святого Григория Просветителя, X—XIII вв. — с. Норатус
- Церковь Богородицы и хачкары, IX—XV вв. — с. Норатус
- Церковь Богородицы, IX в. — г. Гавар
- Церковь св. Георгия, IX—XI вв — с. Цахкашен
- Церковь св. Иоанна, IX—X вв. — с. Цахкашен
- Иликаванк, XIII в. — с. Ланджахбюр
- Крепость, X в., церковь, XIII в. — г. Мартуни
- Церковь средневековья — с. Ттуджур
- Часовня, XVI в. — с. Шохакат
- Шогакаванк, IX в. — с. Дзорагюх
- Масруц анапат, IX в. — с. Дзорагюх
- Котаванк, IX в. — с. Неркин Геташен
- Монастырь Ваневан[англ.], 903 г. — с. Арцванист
- Церковь, XII—XIII вв. — с. Ддмашен
- Церковь, X—XIII вв. — с. Лчашен
- Монастырь Севанаванк
- Монастырь Айраванк
- Памятники полуострова Севан, 874 г. — г. Севан

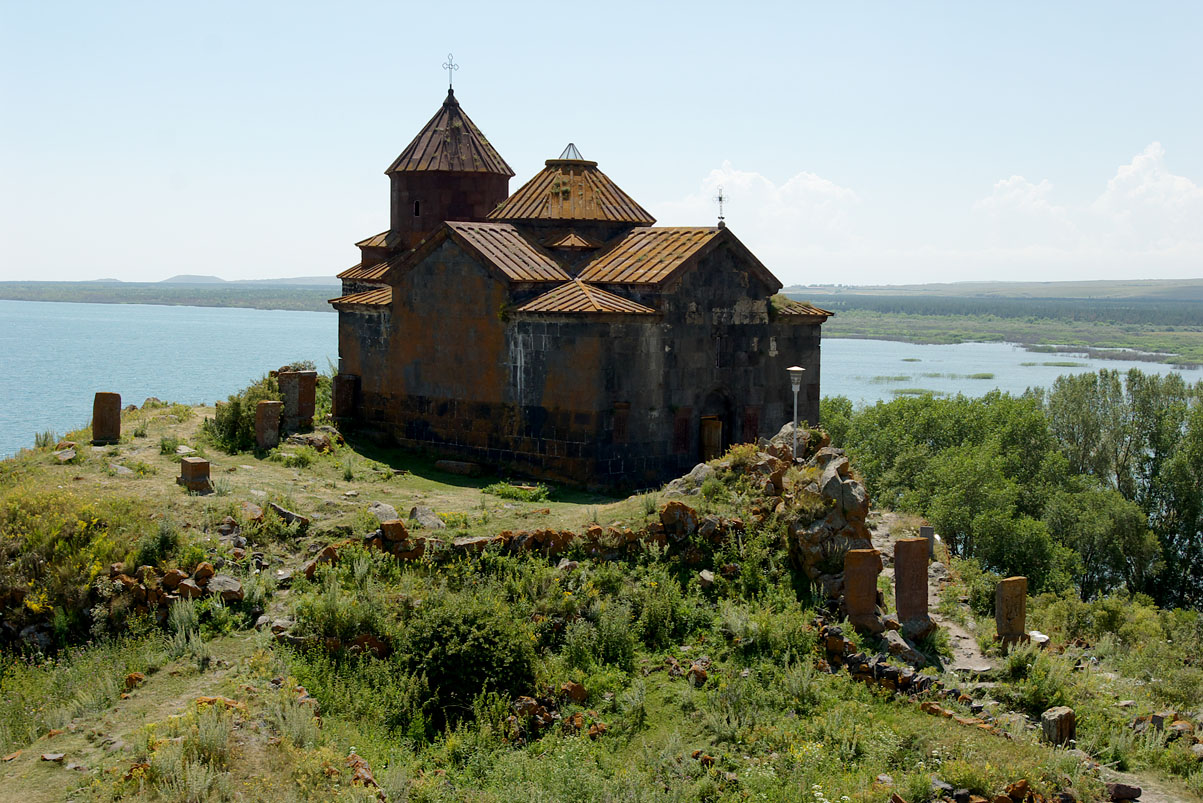
Монастырь Айраванк, IX век
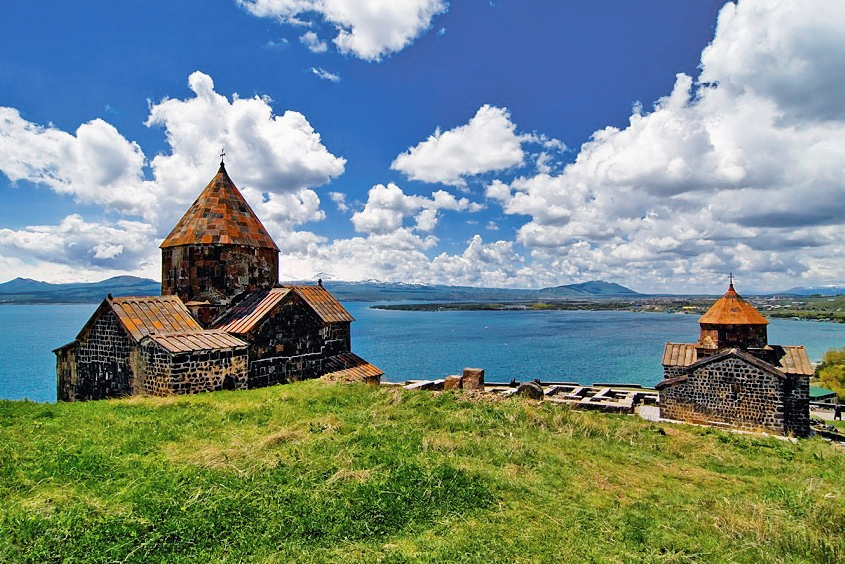
Монастырь Севанаванк, IX век
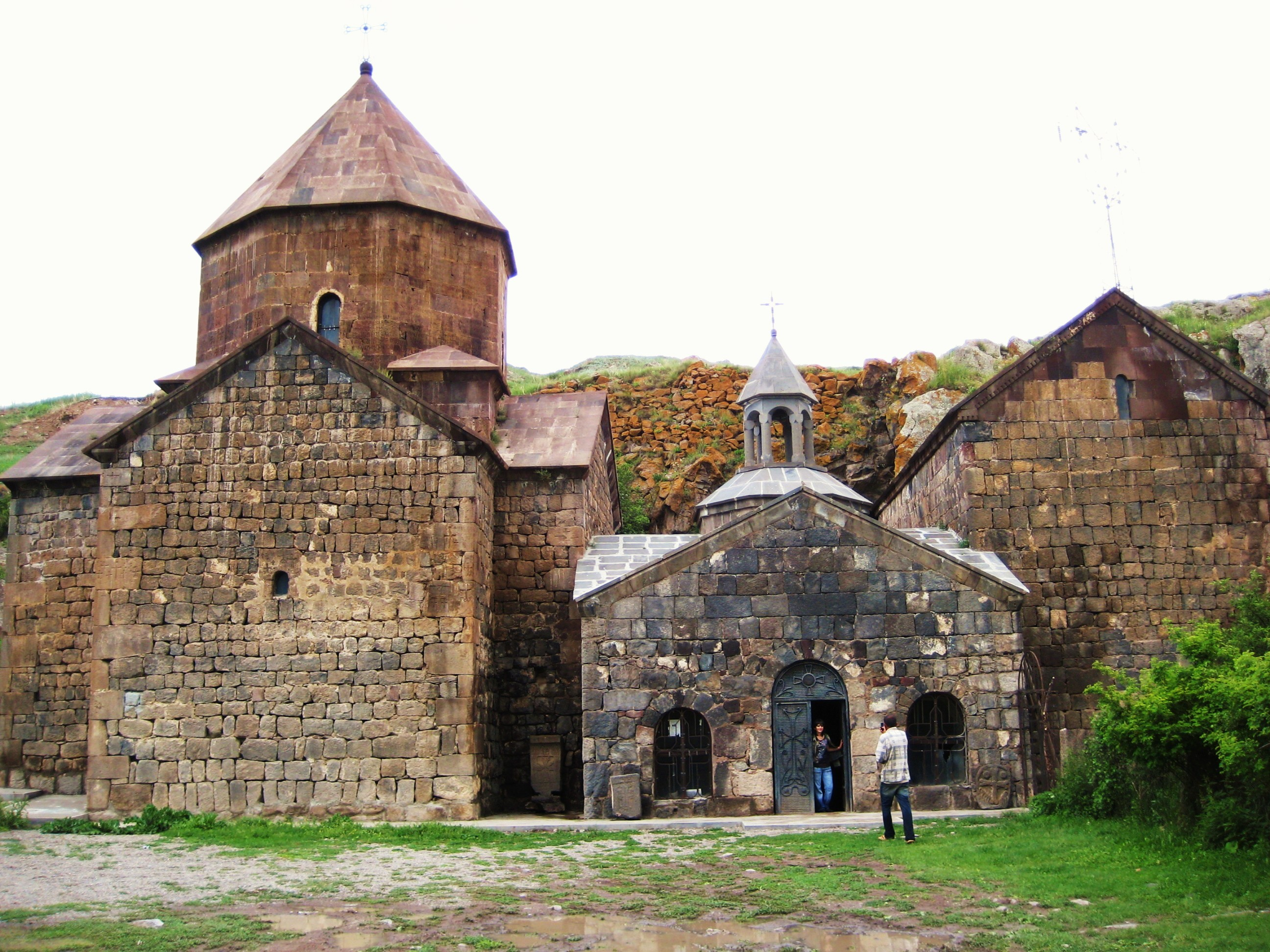
Ваневан, X век

## Котайкская область

- Церковь Маштоц Айрапет, XII в. — с. Гарни
- Каптаванк, 1349г — с. Капутан
- Часовня, XIII в — с. Акунк
- Языческий храм, I в. — с. Гарни
- Церковь Богородицы, XI в. — с. Гарни
- Гегардский монастырь, XII—XIII вв. — с. Гегард
- Птгнаванк, VI—VII вв. — с. Птгни
- Церковь, XIII в. — с. Меградзор
- Монастырь Кечарис, XI—XIII вв. — г. Цахкадзор
- Макравак, X—XII вв. — г. Раздан
- Майраванк, X—XII вв. — с. Солак
- Памятники Бжни, V—XII вв — с. Бжни
- Церковь Зораван, VII века — с. Зораван
- Церковь Богородицы,1301 год — г. Егвард
- Тегеняц ванк, VII—XIII вв. — с. Бужакан
- Церковь Сурб Геворг, VII в. — с. Карашамб
- Церковь VII в. — с. Бужакан
- Монастырь Богородицы (Негуц), XI—XII вв. — с. Арзакан
- Монастырский комплекс Авуц Тар, XI—XIII вв — восточнее с. Гарни

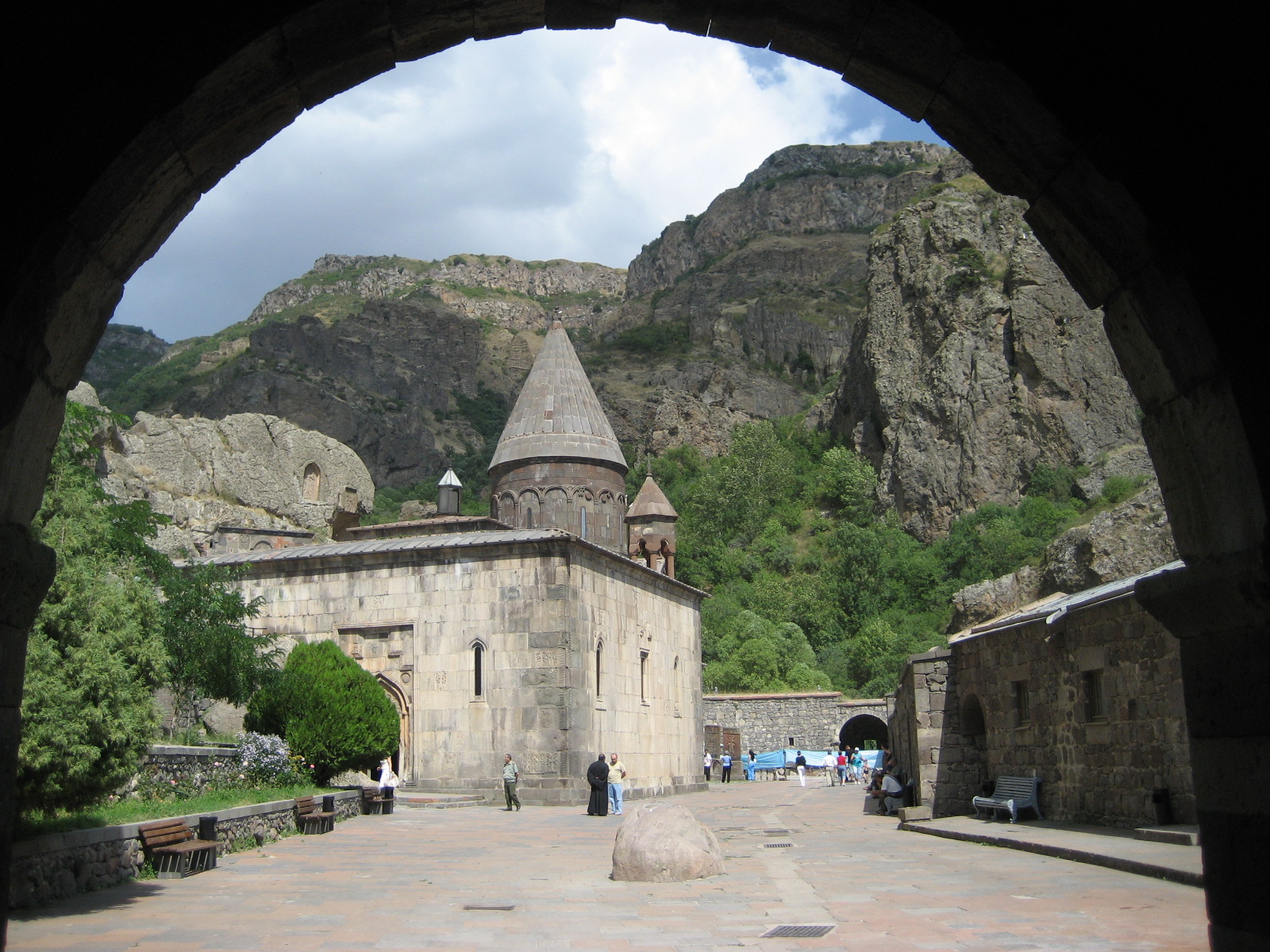
Монастырь Гегард, XIII век
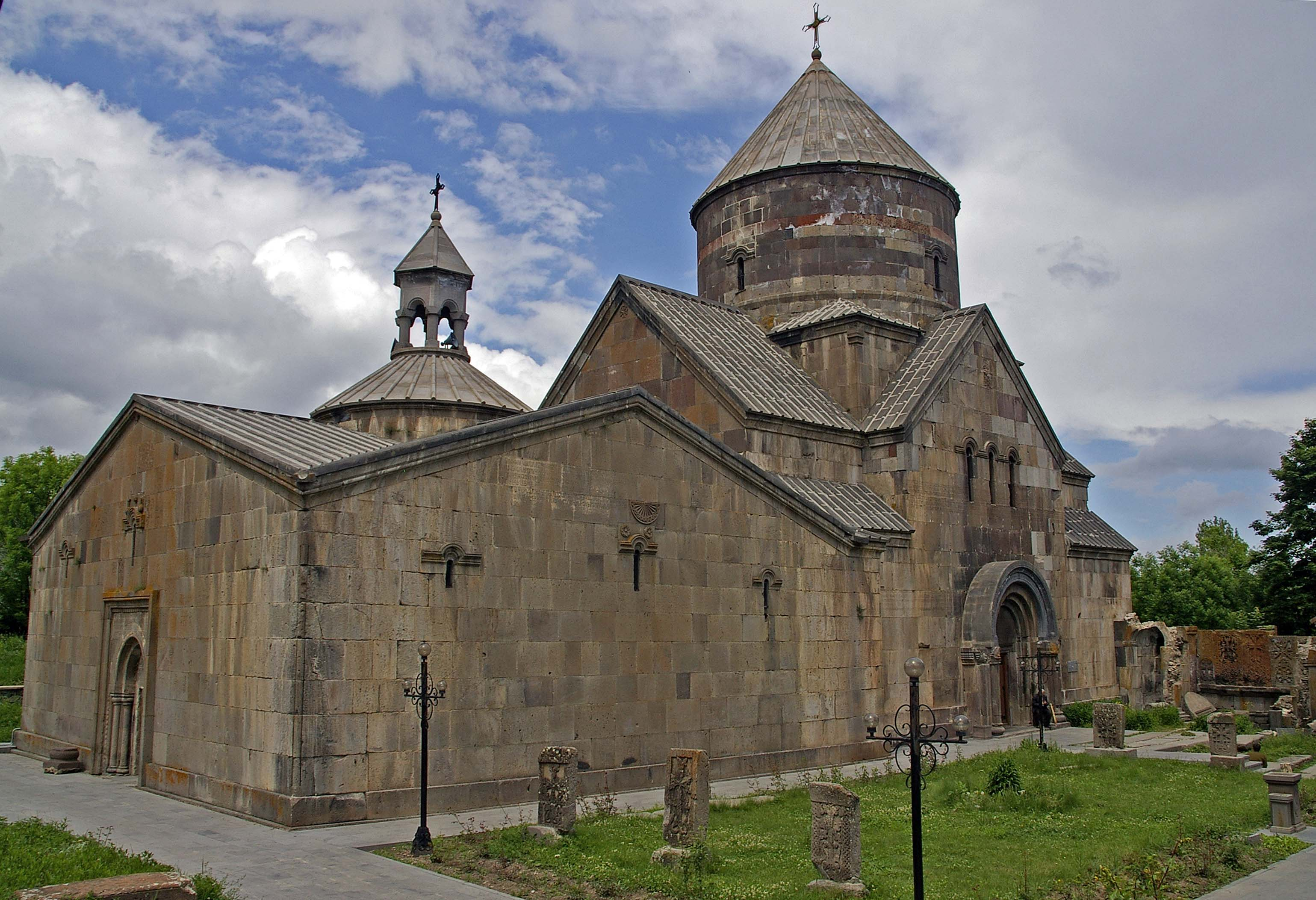
Монастырь Кечарис, XI—XIII века
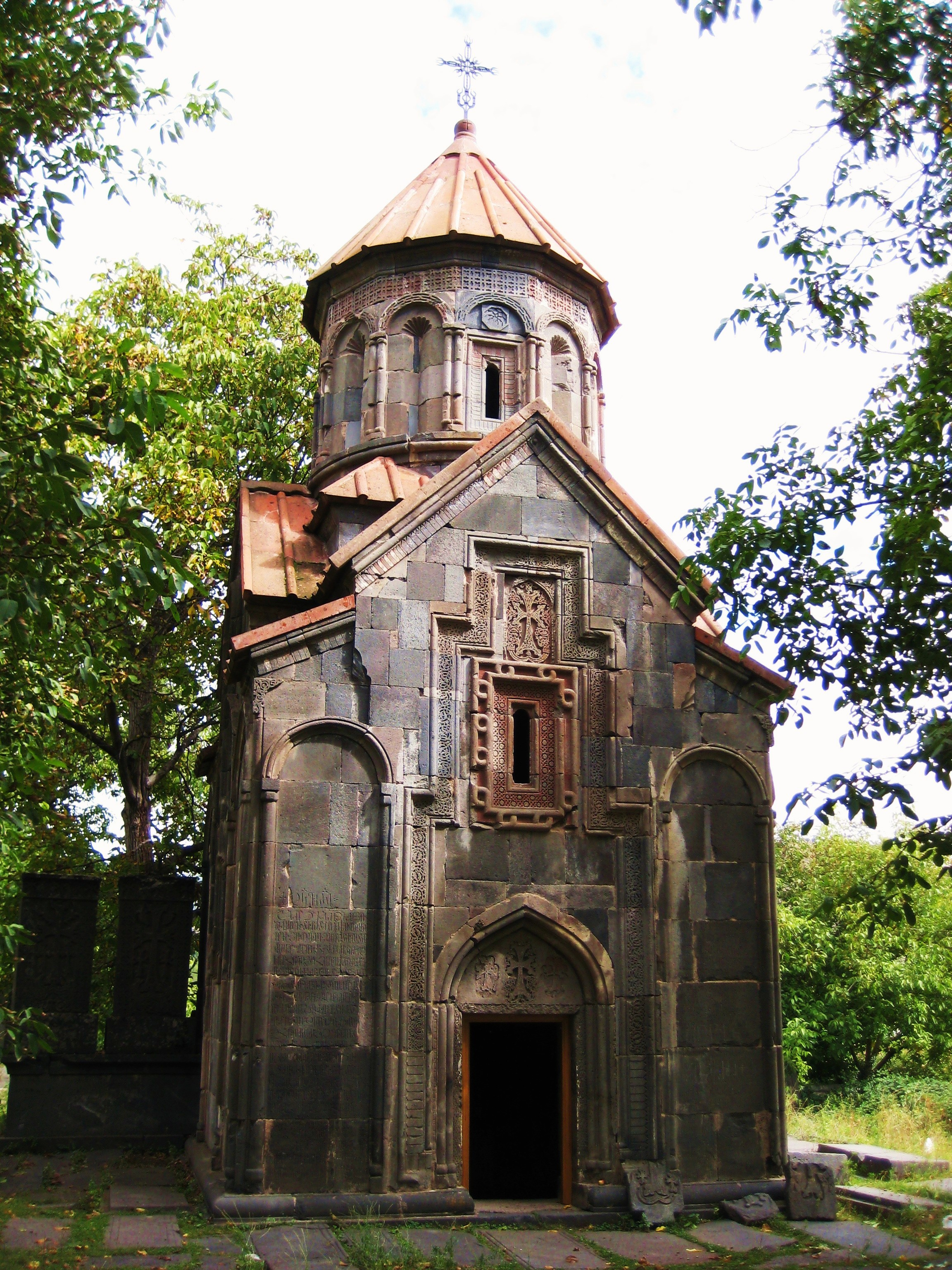
Маштоц Айрапет, XII век
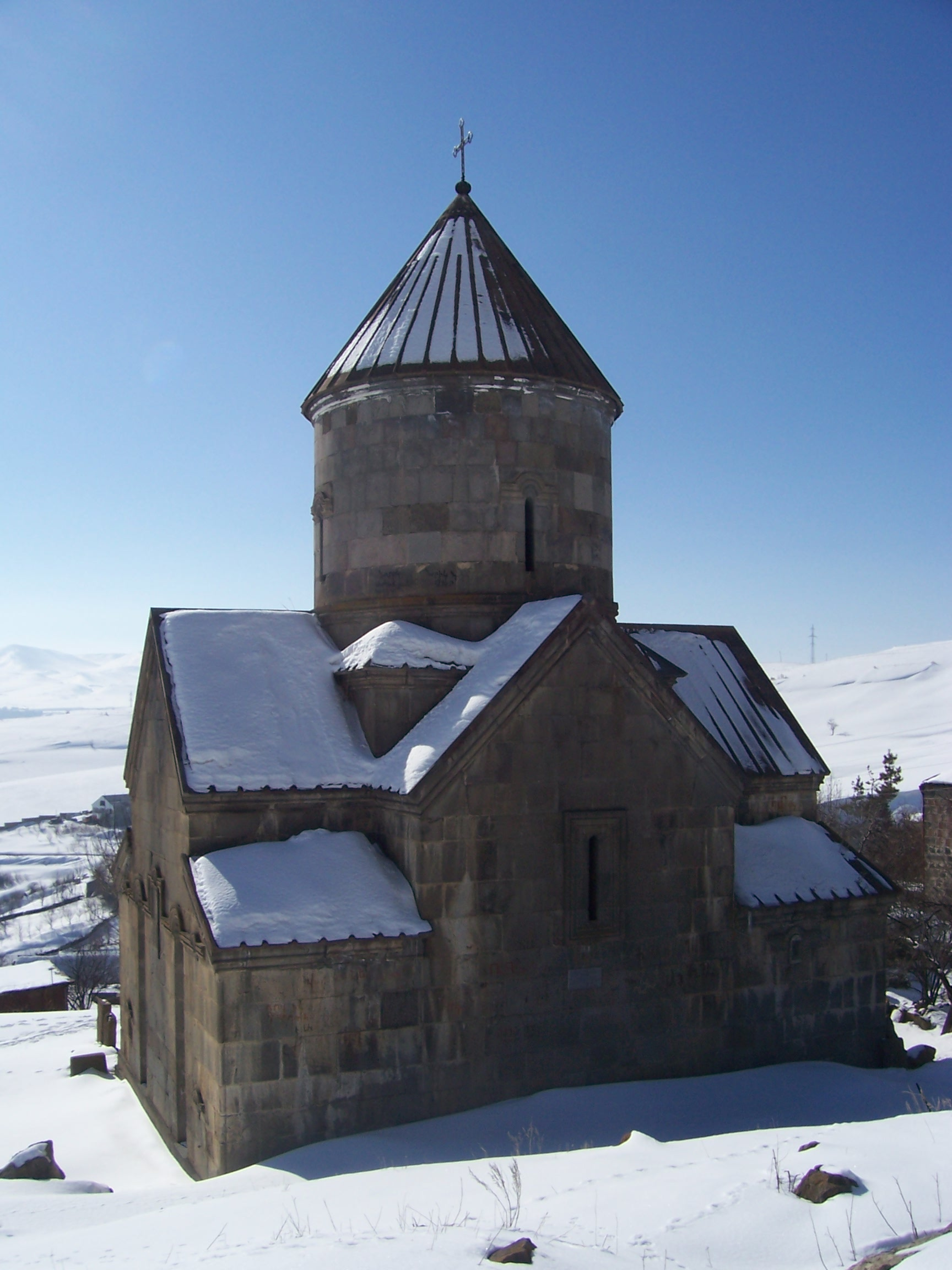
Макраванк, X—XIII века

## Лорийская область

- Монастырь Хучап, XIII в — с. Привольное
- Церковь V—VI вв. — с. Мецаван
- Церковь и хачкары, XV—XVII вв. — г. Ванадзор
- Церковь св. Георгия, VI—XVII вв. — с. Свердлов
- Санаинский монастырь, X—XII вв. -г. Алаверди (с. Санаин)
- Дсеванк, 1233 г. — с. Акнер
- Ахпатский монастырь, X—XIII вв. — с. Ахпат
- Ахталинский монастырь, XIII в. — с. Ахтала
- Хоракерт, X—XIII вв. — с. Джилиза
- Одзунский монастырь, VI в. — с. Одзун
- Церковь св. Ншана, XII—XIII вв. — с. Одзун
- Церковь св. Иоанна, XVII в. — с. Ардви
- Монастырь Кобайр, XII—XIII вв. — с. Кобер Каяран
- Церковь, VII в. — с. Гурсал
- Чичханаванк, VII в. — с. Ширакамут
- Церкви, XIII в. и памятники VII—XIII вв. — с. Дсех
- Церковь Зораван, VII века — с. Зораван
- Тегеняц ванк, VII—XIII вв. — с. Бужакан
- Церковь Погос-Петрос, V в. — с. Зовуни
- Церковь VII в. — с. Бужакан
- Монастырь Богородицы (Негуц), XI—XII вв. — с. Арзакан
- Монастырский комплекс Бардзракаш, X—XIII вв. — в 2 км от с. Дсех
- Церковь Пресвятой Богородицы, V в. — с. Куртан
- Тормак, V—VI вв. — с. Гюлагарак

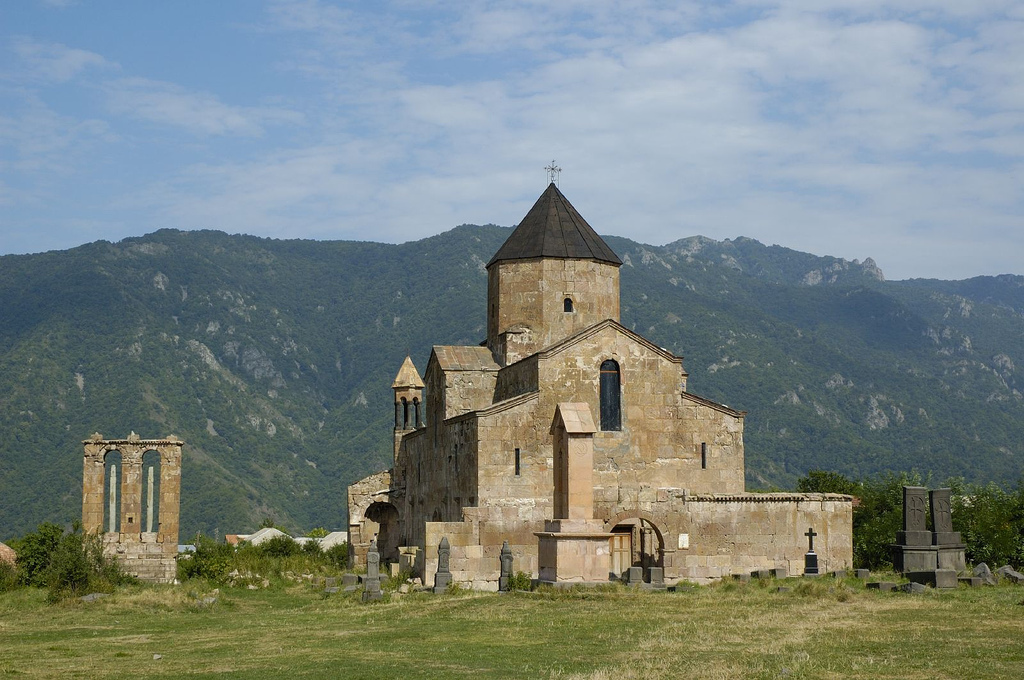
Одзун, VI век
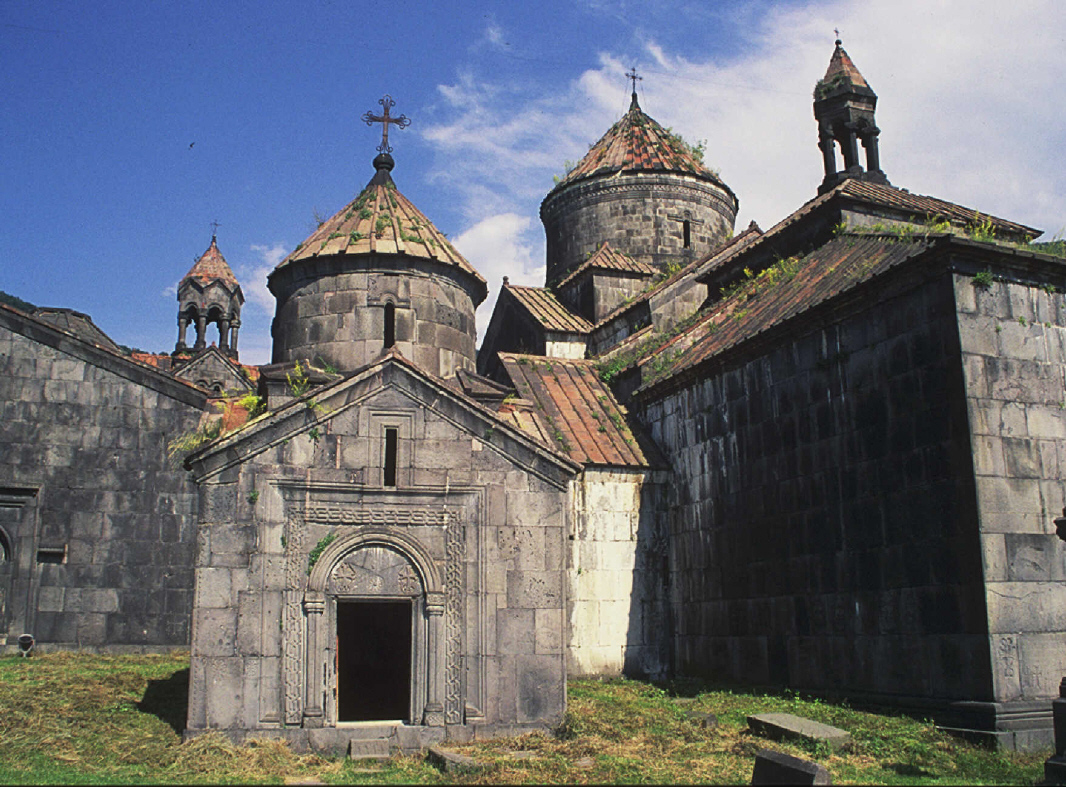
Монастырь Ахпат, X—XIII века
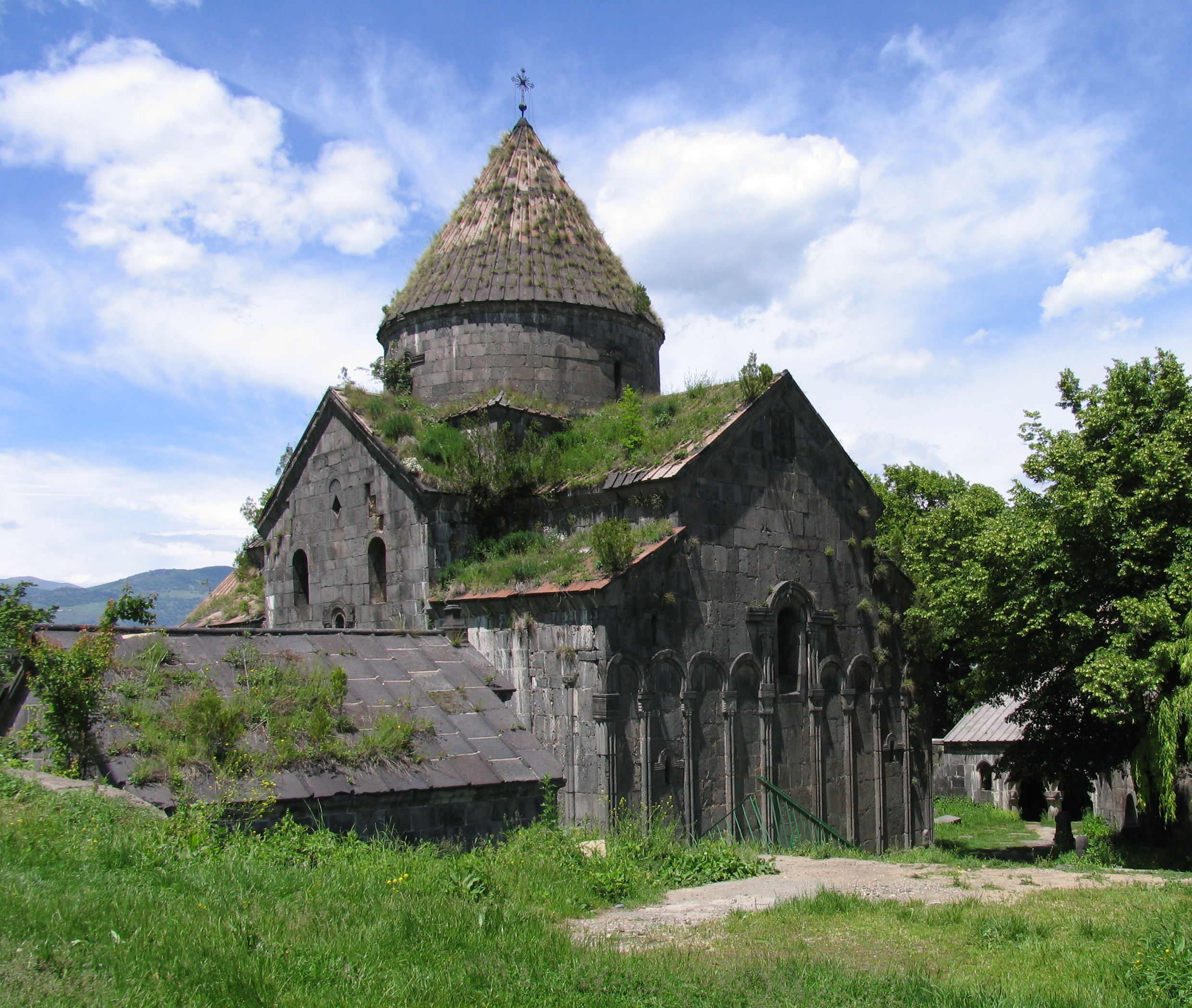
Санаинский монастырь, X—XII века
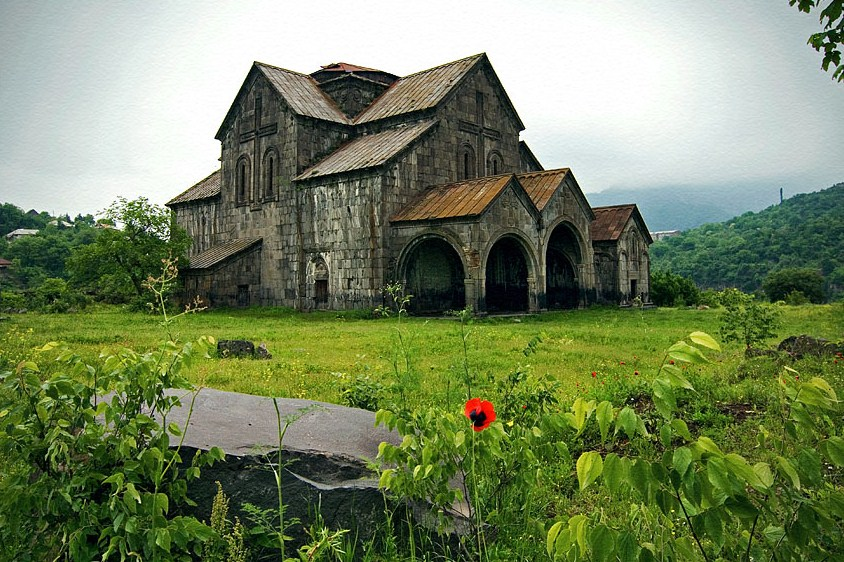
Монастырь Ахтала, X век

## Ширакская область

- Ереруйская базилика, V в. — с. Анипемза
- Аричаванк, VII—XIII вв. — с. Арич
- Монастырь Мармашен, X в. — с. Ваграмаберд
- Церковь, XI в. — с. Бардзрашен
- Часовня, XIII в. — с. Бардзрашен
- Церковь, XIII в. — с. Сарнахбюр
- Церковь Григора Просветителя, VII в. — с. Нор Кйанк
- Церкви св. Георга и Богородицы, V—VII вв. — г. Артик
- Церковь Пемзашен, VII в. — с. Пемзашен
- Макараванк, X—XIII вв. — с. Пемзашен
- Базилика,V в. — с. Лернакерт
- Базилика IV—V вв. — с. Карнут
- Новая часовня, с. Айкаван
- Церковь, 1910 г. — с. Арпени
- Церковь Лмбатаванк, VII в. — рядом с г. Артик
- Монастырь Хогеванк, XIII в. — 3 км к северо-западу от села Сарнахбюр[англ.]

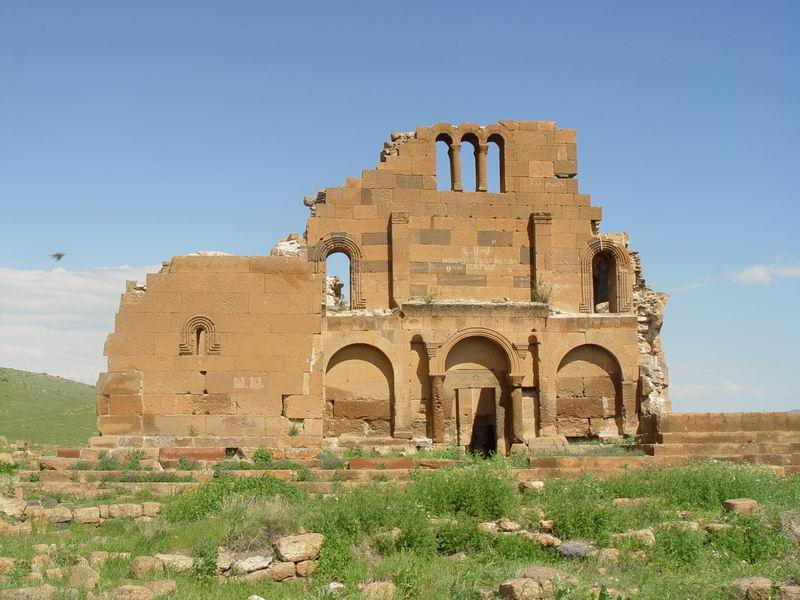
Ереруйк, IV век
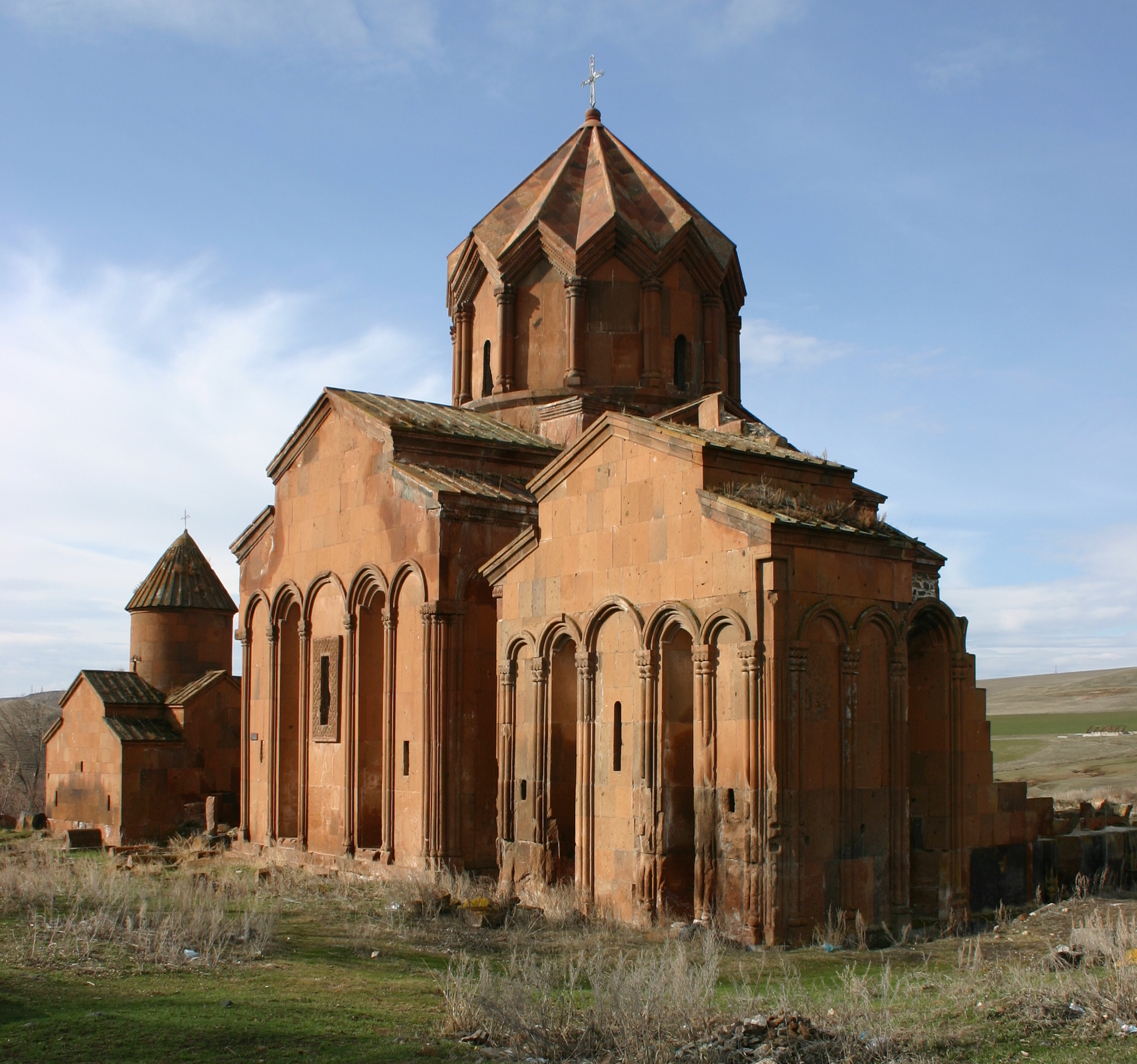
Мармашен, X век
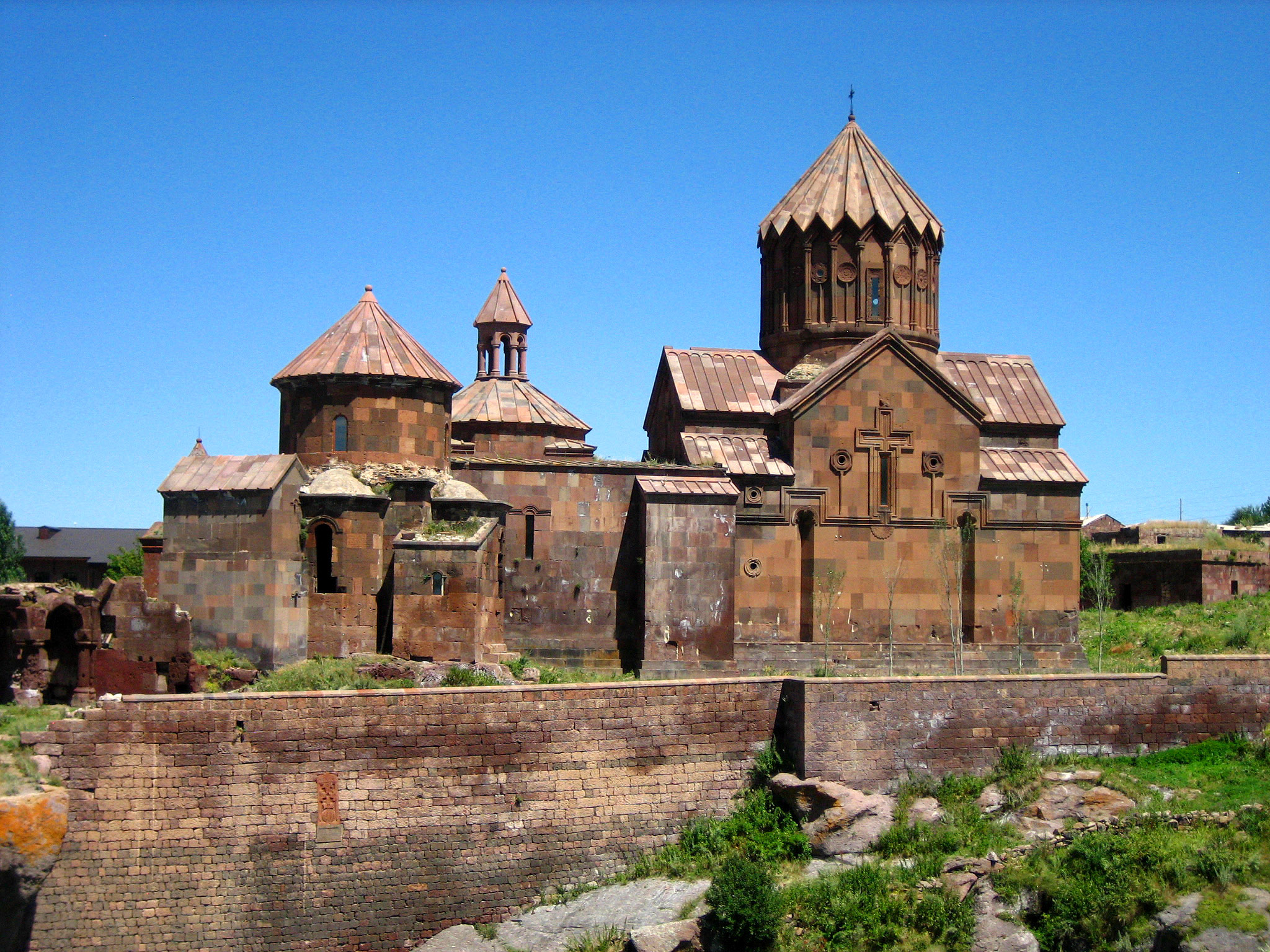
Аричаванк, XIII век
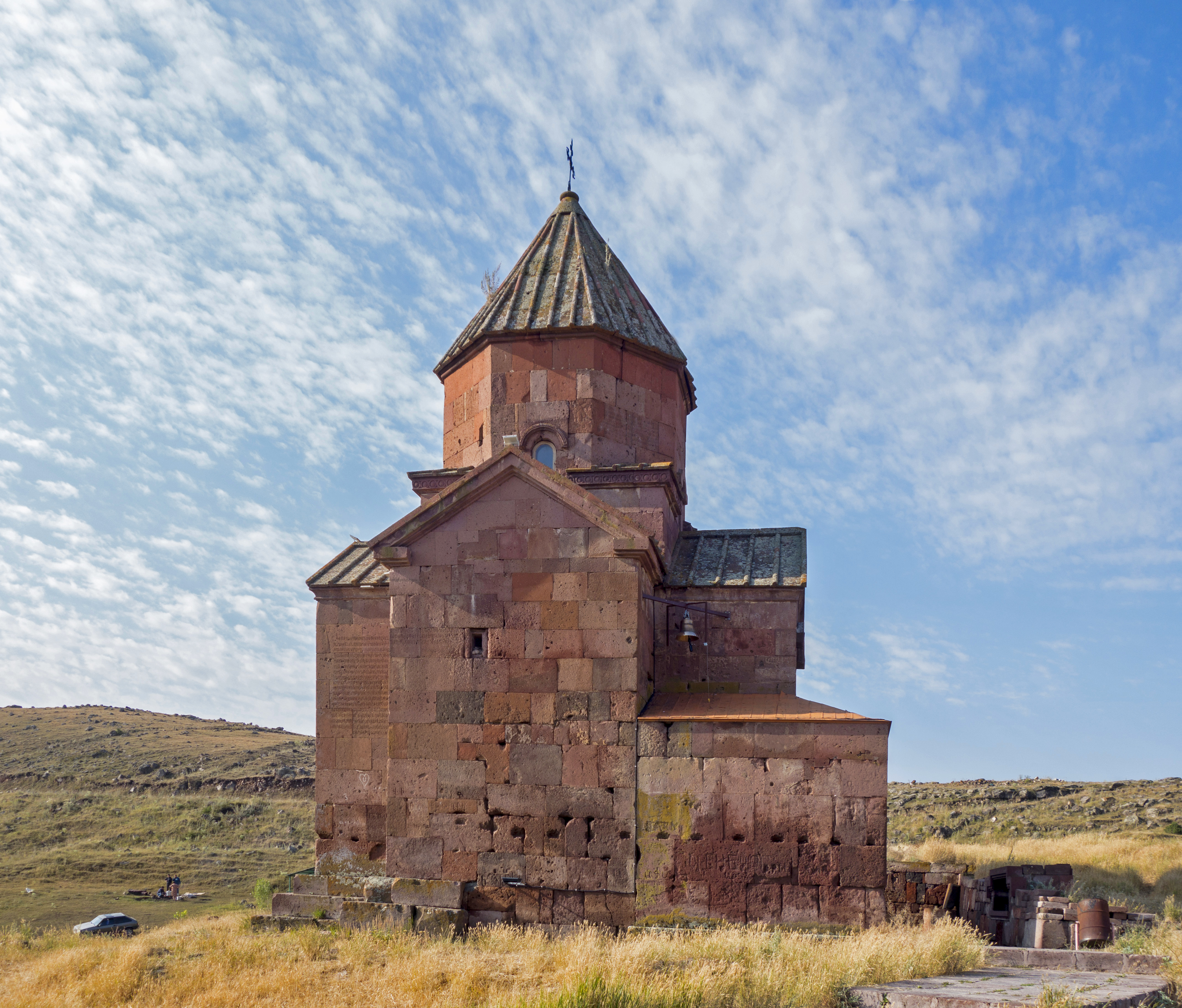
Лмбатаванк, VII век

## Сюникская область

- Церковь Святого Григория Просветителя, 1903 год, Горис
- Надгробный памятник, VII в. — с. Ангегакот
- Церковь Сисаван, VII в. — г. Сисиан
- Надгробный памятник, VII в — с. Ахиту (Агуди)
- Воротнаванк, IX—XI вв. — с. Вагатин (Вагуди)
- Монастырь Танаат, V в. — с. Аравус
- Церковь Цакута, X в. — с. Татев
- Татевский анапат, XVII в.- с. Татев
- Монастырь Татев, IX—XVII вв. — с. Татев
- Монастырь Бхено Нораванк, 1062 г. — с. Бардзраван
- Хачкар VI в. — с. Шинаайр
- Пещерные поселения XIII—XVIII вв., церкви Св. Рипсиме и Св. Тадевоса — пещерный Хндзореск
- Ерицаванк, V в. — с. Арцваник
- Монастырь Ваганаванк, XI в. — в лесу недалеко от г. Капана (по дороге в г. Каджаран)
- Церковь Святого Саркиса, XV—XVII вв. — с. Курис
- Церковь Всеспасителя, XVII в. — с. Агарак
- Церковь Святого Саркиса, XVII в. — г. Мегри
- Церковь Сурб Аствацацин (Святой Богородицы), XVII в. — г. Мегри
- Церковь Мегри Ванк (Иоанна Крестителя), XVII в. — г. Мегри
- Церковь Св.Геворга (IV—V вв.) — с. Тех
- Церковь Святой Рипсиме, IV в. — с. Веришен
- Церковь Святой Рипсиме, 1776 год — с. Горис
- Церковь Святой Богоматери, 1902г. Каджаран

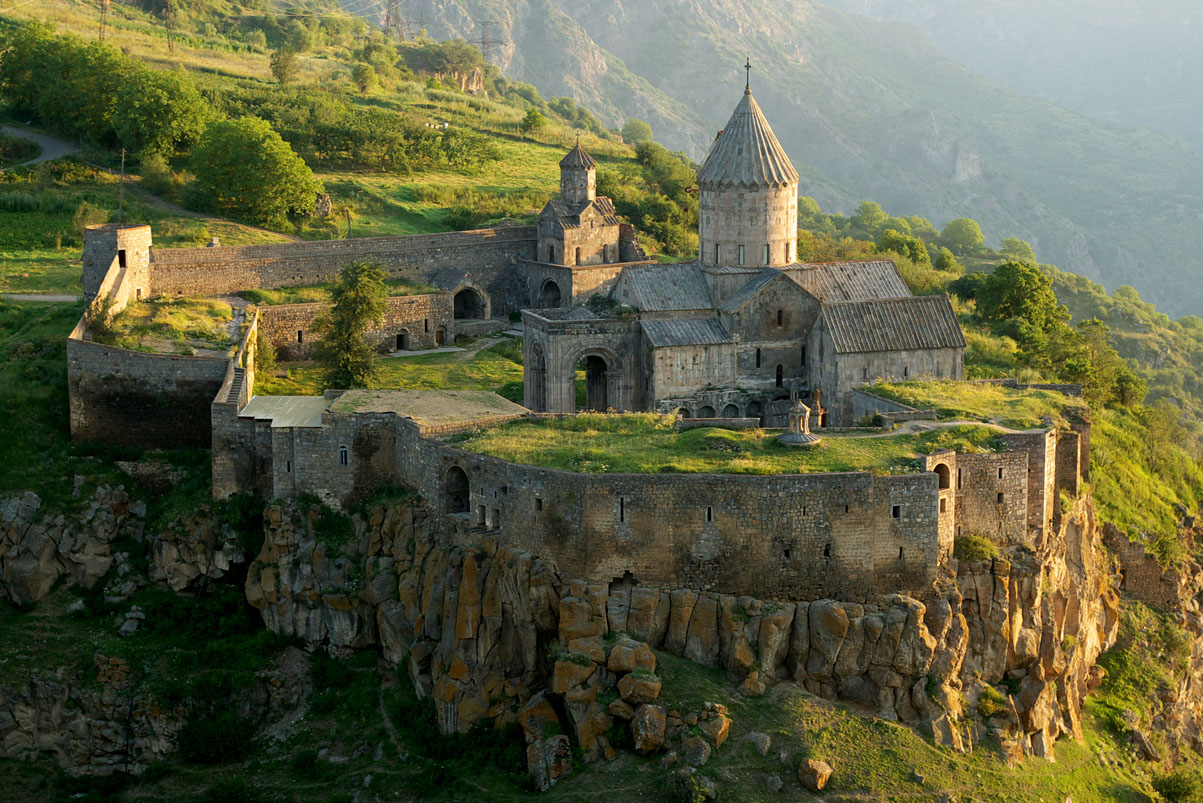
Татев, IX—XIII века
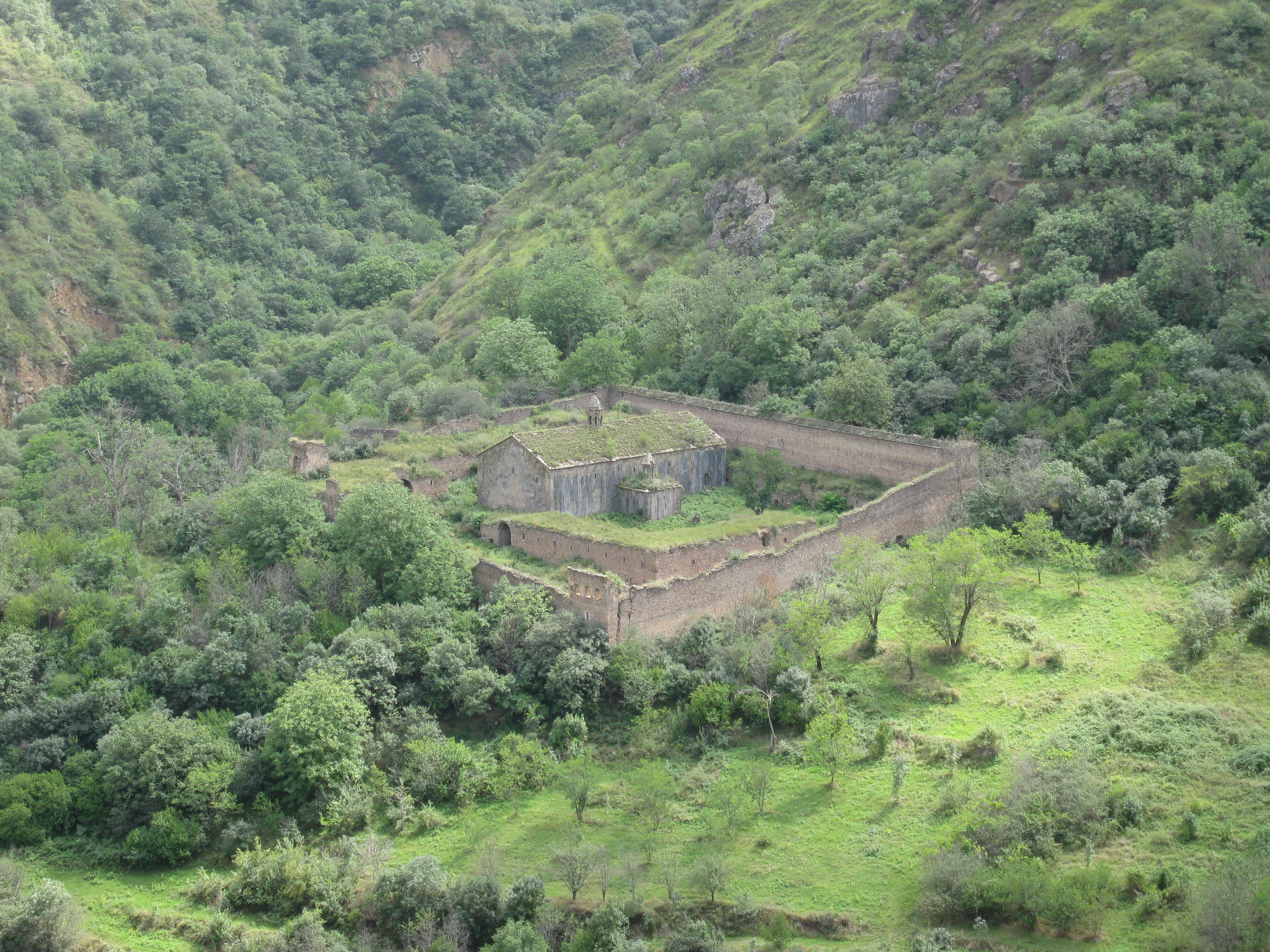
Татеви Анапат, XVII-XVIII век
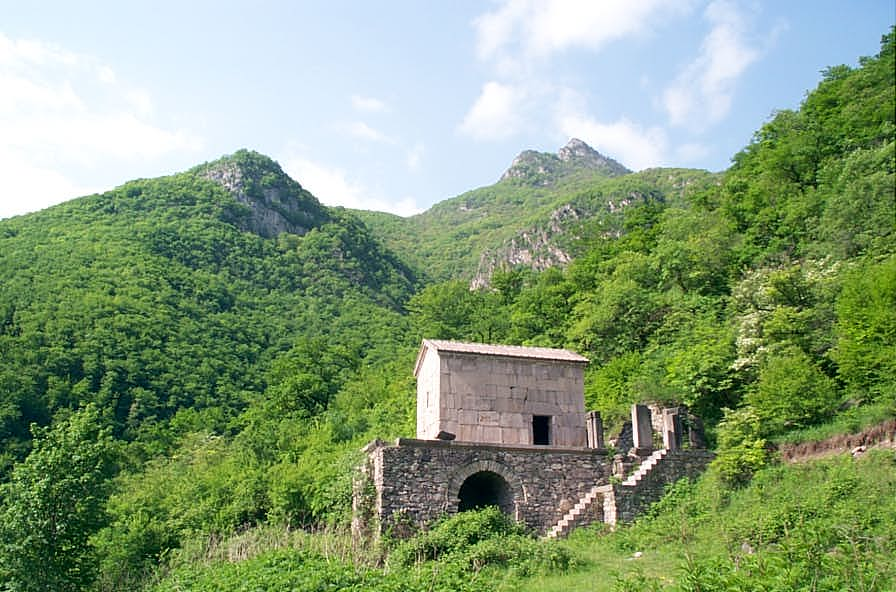
Ваганаванк, X—XI века

## Тавуш

- Аракелоц ванк, XIII в — с. Ачаркут
- Монастырь Киранц, XIII—XIV вв — с. Ачаркут
- Монастырь Самсона, XIII век — с. Ачаркут
- Церковь Дехцнута, XIII в — с. Ачаркут
- Монастырь Агарцин, X—XIII вв — в лесу в 15 км от Дилижана
- Джухтакванк, XI—XIII вв — рядом с г. Дилижаном
- Матосаванк, X—XIII вв — рядом с г. Дилижаном
- Гошаванк, XII—XIII вв — с. Гош
- Монастырь Моро-Дзоро, VI—XIII вв — с. Лусаовит
- Монастырь Онута Ванк, XIII в — с. Вазашен
- Макараванк, X—XIII вв — с. Ачаджур
- Мшкаванк, XII—XIII вв. — с. Кохб
- Церковь X в. — с. Баганис
- Церковь Богородицы, VII в. — с. Воскепар
- Нор Варагаванк, XII—XIII вв. — с. Варагаван
- Монастырь Хоранашат, XII—XIII вв. — с. Чинари
- Церковь Каптаванк, 1151 г. — с. Чинчин
- Церковь Святой Рипсиме, V-VI века, село Айгедзор

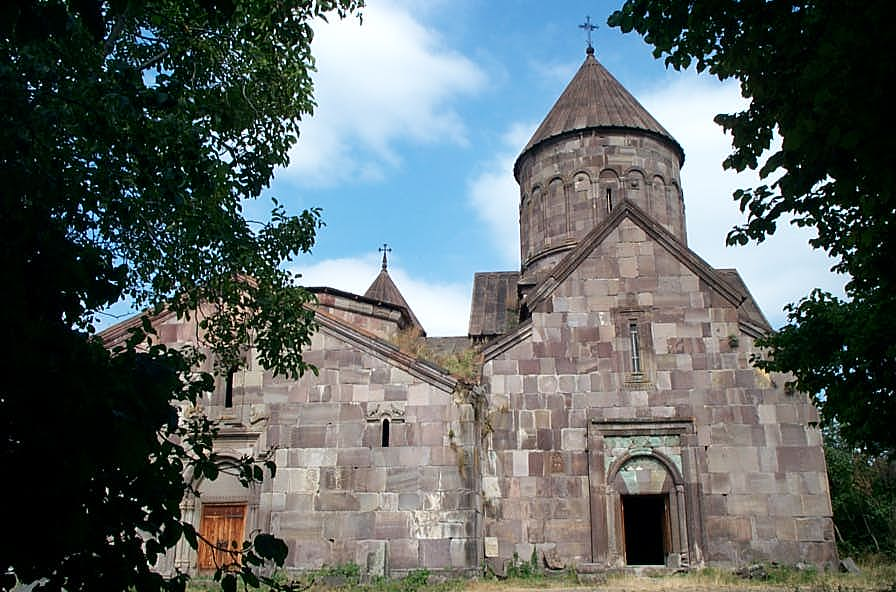
Макараванк, X—XIII века
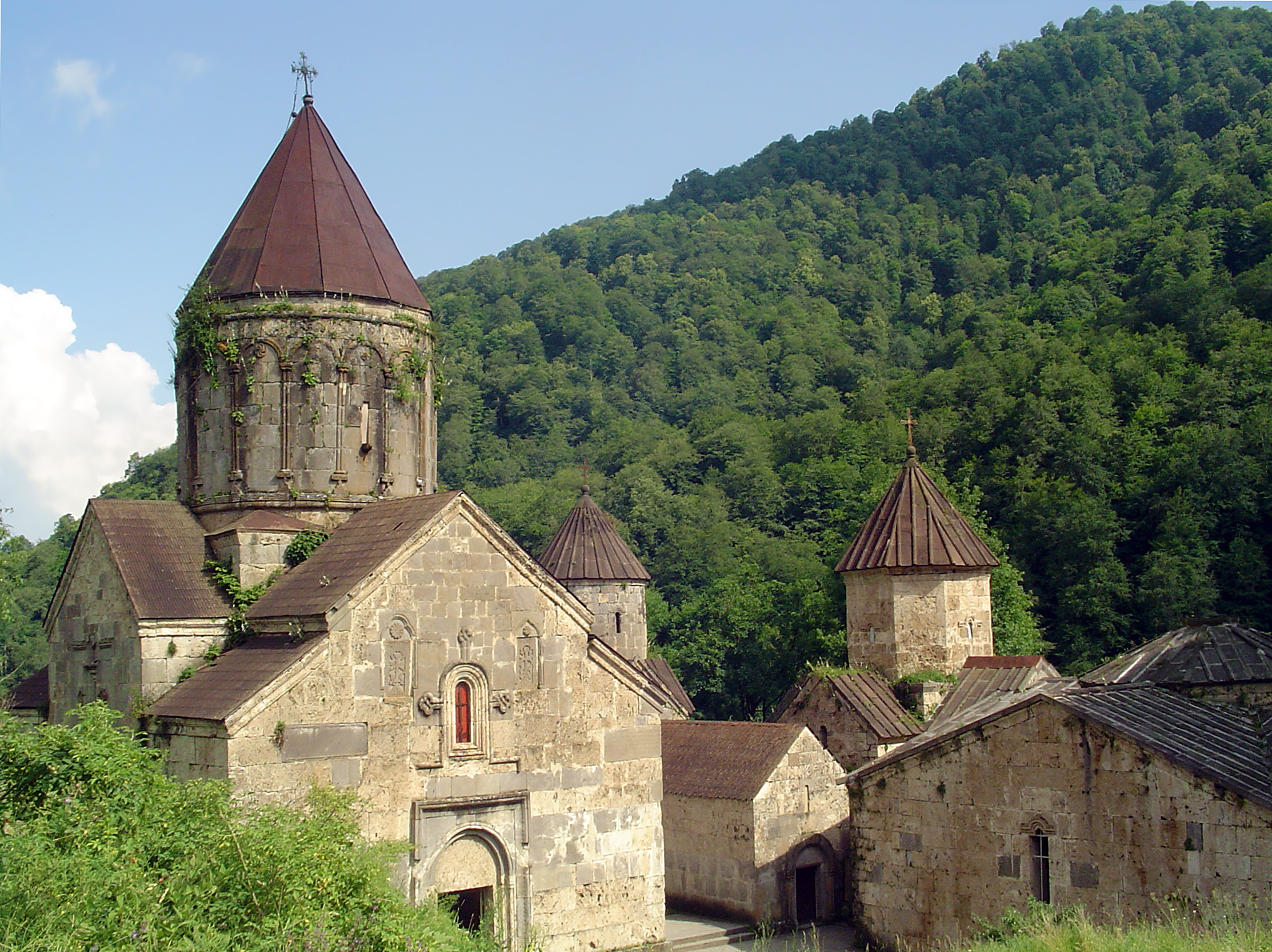
Агарцин, X—XIII века
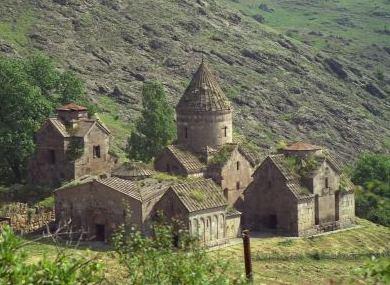
Гошаванк, XII—XIII века

## Вайоцдзорская область

- Надгробный памятник, 1291 г. — с. Кармрашен
- Обитель Святого Сиона, IX—XIII вв. — с. Гергер
- Монастырь Гндеванк,X век — с. Гндеваз
- Хачкары, X—XV вв. — с. Артаван
- Хачкары, церковь, пещерные церкви, X—XIII вв. — с. Мартирос
- Цахац кар, X—XI вв. — с. Артабуйнк
- Монастырь Гермона, X—XIII вв. — с. Ехегис
- Монастырь Шатин, X—XVII вв. — с. Шатин
- Церковь Спитакавор, XIII век — с. Вернашен
- Монастырь Танаат, XIII век — с. Вернашен
- Церковь Святой Богородицы, 1321 г. — с. Арени
- Монастырь Нораванк, XII—XIV вв. — с. Амагу
- Монастырь Каркоп, IX—X вв. — с. Хачик

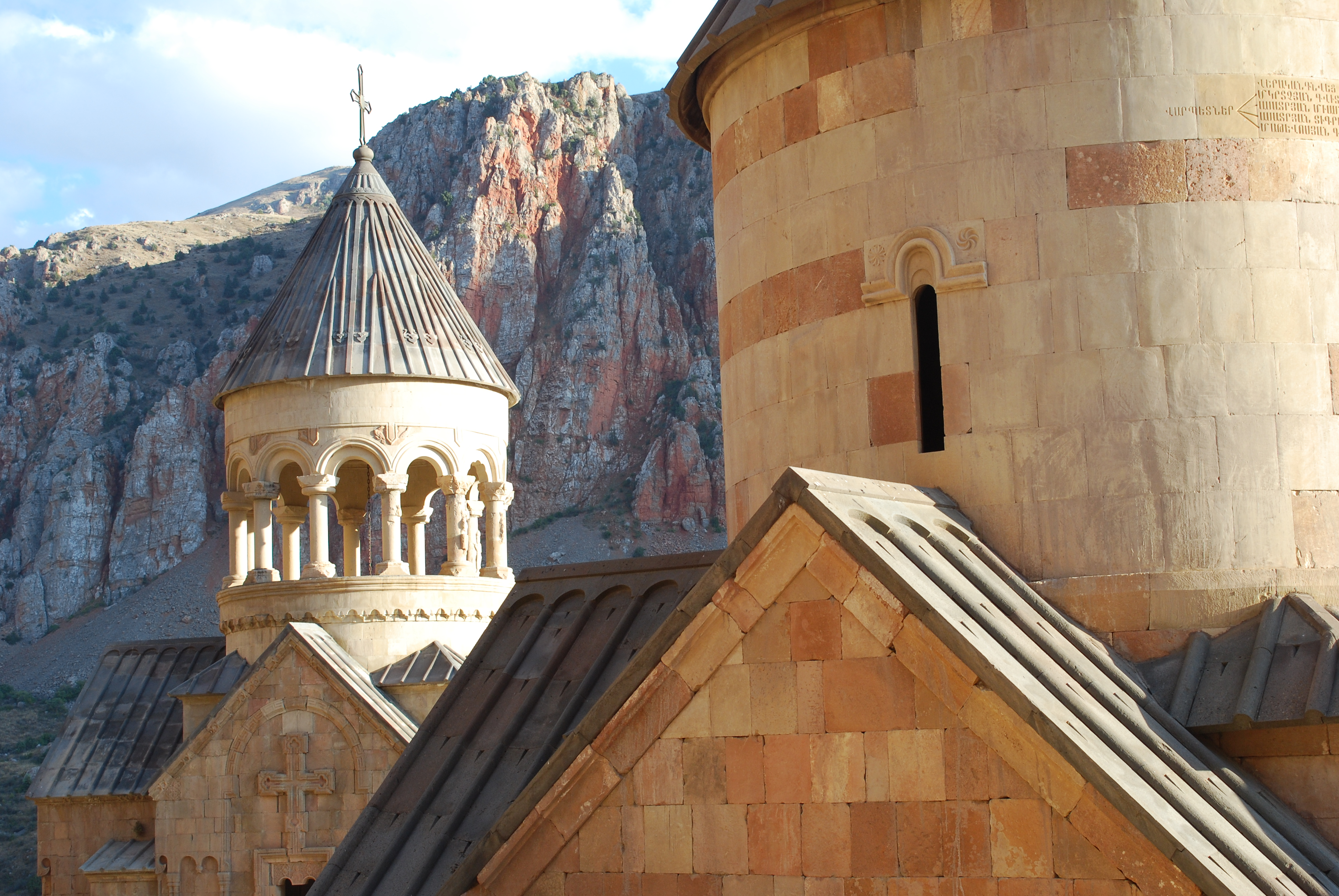
Нораванк, XIII—XIV века
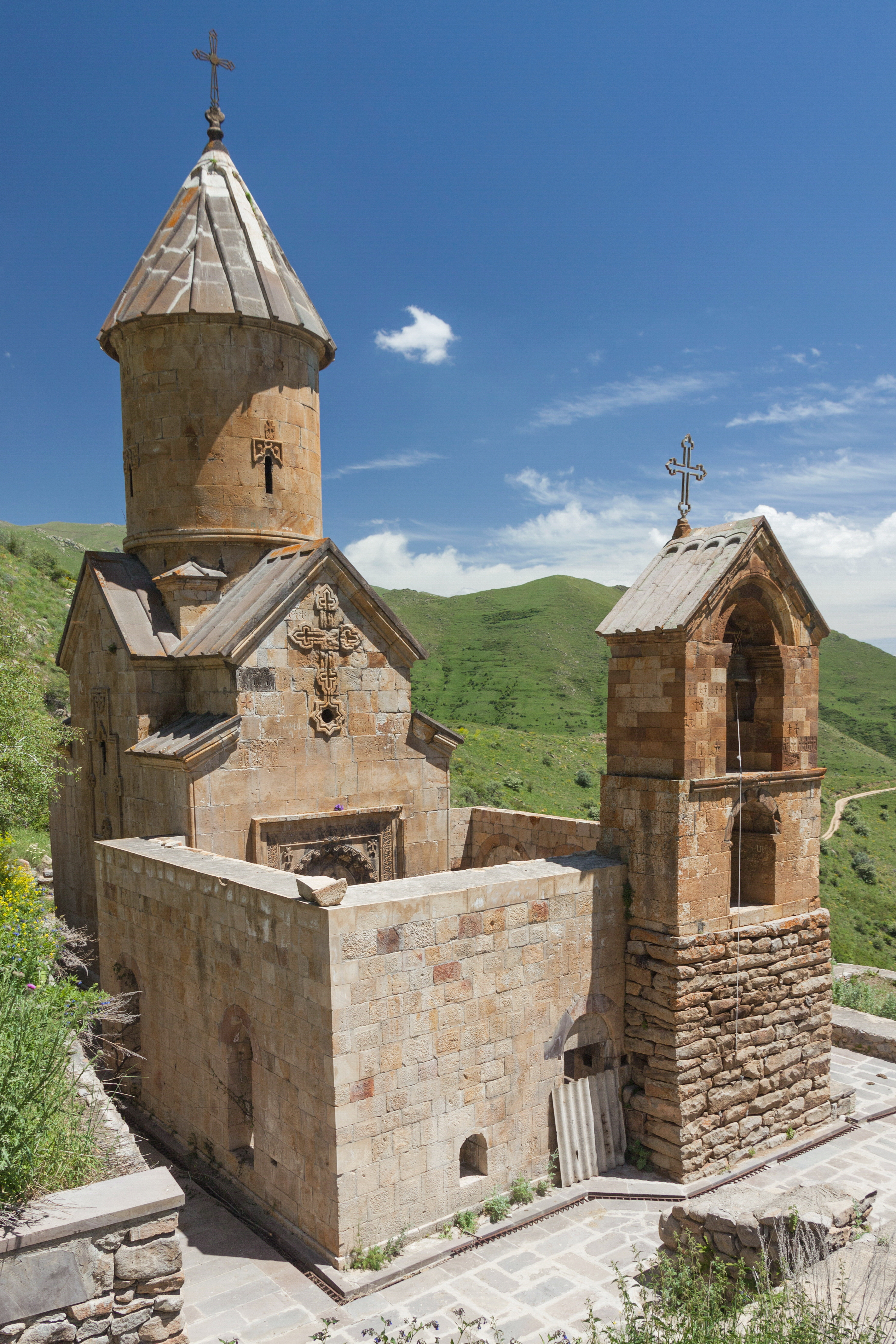
Спитакавор, XIII век
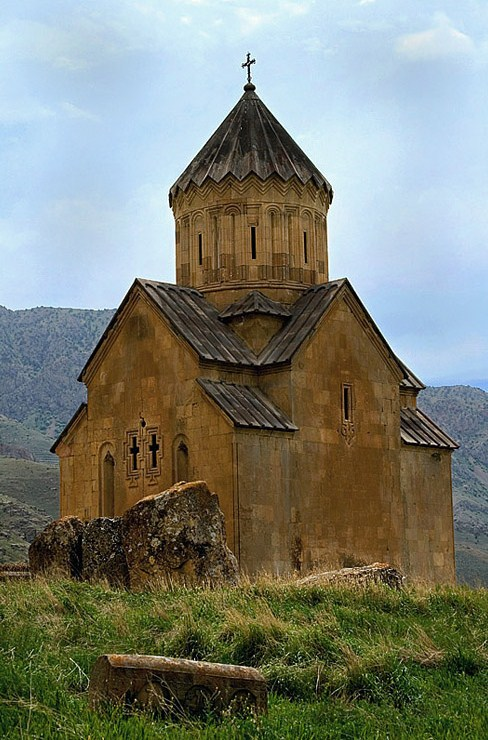
Церковь Арени, XIV век